# Lijst van Wii-spellen
De lijst van Wii-spellen bevat computerspellen die uitgegeven zijn voor de Wii.

## 0-9
| Titel                                                 | Jaar | Uitgever                | Genre                   |
| ----------------------------------------------------- | ---- | ----------------------- | ----------------------- |
| 101-in-1 Explosive Megamix                            | 2011 | Atlus Nordcurrent       | Actiespel Puzzelspel    |
| 101-in-1 Party Megamix                                | 2009 | Atlus Nordcurrent       | Actiespel Puzzelspel    |
| 101-in-1 Sports Party Megamix                         | 2010 | Atlus Nordcurrent       | Sportspel               |
| 10 Minute Solution                                    | 2010 | Activition              | Simulatiespel           |
| The $1,000,000 Pyramid                                | 2011 | Ubisoft                 | Simulatiespel           |
| 2010 FIFA World Cup South Africa                      | 2010 | EA Sports               | Sportspel               |
| 250 Mannin no Kanken Wii de Tokoton Kanji Nou         | 2008 | IE Institute            | Educatief spel          |
| 2 Fast 4 Gnomz                                        | 2012 | QubicGames              | Actiespel               |
| 2 for 1 Power Pack: Indy 500/WWII Aces                | 2010 | Destineer               | Compilatiespel          |
| 2 for 1 Power Pack: Kawasaki Jet Ski/Summer Sports    | 2010 | Destineer               | Compilatiespel          |
| 2-for-1 Power Pack: Winter Blast/Summer Sports 2      | 2010 | Destineer               | Compilatiespel          |
| 3 Degrees Celsius                                     | 2009 | Kemco                   | Puzzelspel              |
| 3-2-1 Rattle Battle                                   | 2009 | Tecmo                   | Partyspel               |
| 3D Pixel Racing                                       | 2011 | Microforum              | Racespel                |
| 4 in 1 Racing Wheel Pack                              | 2010 | Nordic Games Publishing | Racespel                |
| 428: Fūsa Sareta Shibuya de Drapeau du Japon          | 2008 | Sega                    | Actiespel Avonturenspel |
| 5 Arcade Gems                                         | 2010 | Nordcurrent             | Compilatiespel          |
| 5 in 1 Solitaire                                      | 2010 | Digital Leisure Inc.    | Strategiespel           |
| 5 Spots Party                                         | 2009 | Cosmonaut Games         | Puzzelspel              |
| 530 Eco Shooter                                       | 2010 | Nintendo                | Actiespel               |
| @Simple Series Vol. 1: The Block Kuzushi Neo          | 2008 | D3Publisher             | Actiespel               |
| @Simple Series Vol. 2: The Number Puzzle Neo          | 2008 | D3Publisher             | Puzzelspel              |
| @Simple Series Vol. 3: The Mahjong                    | 2008 | D3Publisher             | Strategiespel           |
| @Simple Series Vol. 4: The Misshitsukara no Dasshutsu | 2009 | D3Publisher             | Avonturenspel           |
| @Simple Series Vol. 5: The Judo                       | 2009 | D3Publisher             | Sportspel               |

## A
| Titel                                                                                            | Jaar | Uitgever                       | Genre               |
| ------------------------------------------------------------------------------------------------ | ---- | ------------------------------ | ------------------- |
| Aa! Mitsuketa! Item Sagashi Game                                                                 |      |                                |                     |
| ABBA: You Can Dance                                                                              | 2011 | Ubisoft                        | Muziekspel          |
| Abenteuer auf dem Reiterhof: Die wilden Mustangs                                                 |      |                                |                     |
| A Boy and His Blob                                                                               | 2009 | Majesco                        |                     |
| A Monsteca Corral: Monsters vs. Robots                                                           |      | Onteca                         |                     |
| AC/DC Live: Rock Band Track Pack                                                                 | 2008 | MTV Games                      |                     |
| Academy of Champions: Football                                                                   | 2009 | Ubisoft                        | Sportspel           |
| Action Girlz Racing                                                                              | 2007 | Metro 3D                       | Racespel            |
| Active Life: Outdoor Challenge                                                                   | 2008 | Namco Bandai                   |                     |
| Active Life: Explorer                                                                            | 2010 | Namco Bandai                   |                     |
| Active Life: Extreme Challenge                                                                   | 2009 | Namco Bandai                   |                     |
| Active Life: Athletic World                                                                      | 2008 |                                |                     |
| Actionloop Twist                                                                                 |      |                                |                     |
| Adventure Island: The Beginning                                                                  |      |                                |                     |
| Adventure on Lost Island: Hidden Object Game (ook wel Item Sagashi * Yousei to Fushigi no Shima) |      |                                |                     |
| Adventure on the Ranch: The Horse Whisperer                                                      |      |                                |                     |
| Adventures of Pinocchio                                                                          |      |                                |                     |
| The Adventures of Tintin: The Game                                                               | 2011 | Ubisoft                        | Avonturenspel       |
| The Adventures of Tintin: The Secret of the Unicorn                                              | 2011 | Ubisoft                        | Avonturenspel       |
| AeroGuitar                                                                                       |      |                                |                     |
| AFL                                                                                              | 2011 | Tru Blu Entertainment          |                     |
| Agatha Christie: And Then There Were None                                                        | 2008 | The Adventure Company          |                     |
| Agatha Christie: Evil Under the Sun                                                              | 2008 | The Adventure Company          |                     |
| Agent Hugo: Hula Holiday                                                                         | 2008 |                                |                     |
| Agent Hugo: Lemon Twist                                                                          | 2008 | ITE Media                      |                     |
| Airport Mania: First Flight                                                                      |      |                                |                     |
| Akko de Pon! Ikasama Hourouki                                                                    | 2008 |                                |                     |
| Akumajou Dracula Judgment                                                                        |      |                                |                     |
| Aladdin Magic Racer                                                                              | 2010 | Neko Entertainment             | Racespel            |
| Alan Hansen's Sports Challenge                                                                   | 2007 | Oxygen Games                   | Sportspel           |
| Alexandra Ledermann: The Mystery of the Wild Horses                                              |      |                                |                     |
| Alexandra Ledermann: The Stud in the Valley                                                      |      |                                |                     |
| Alice in Wonderland                                                                              | 2010 | Disney Interactive Studios     |                     |
| Alien Crush Returns                                                                              |      |                                |                     |
| Alien Monster Bowling League                                                                     | 2009 | Data Design Interactive        | Sportspel           |
| Alien Syndrome                                                                                   | 2007 | Sega                           | Actiespel           |
| Aliens in the Attic                                                                              | 2009 | Playlogic                      |                     |
| All Round Hunter                                                                                 | 2010 | 505 Games                      |                     |
| All-Star Cheer Squad                                                                             | 2008 | THQ                            |                     |
| All Star Cheer Squad 2                                                                           | 2009 | THQ                            |                     |
| All Star Cheerleader                                                                             |      |                                |                     |
| All Star Cheerleader 2                                                                           |      |                                |                     |
| All Star Karate                                                                                  | 2010 | THQ                            |                     |
| Alvin and the Chipmunks                                                                          | 2007 | Brash Entertainment            |                     |
| Alvin and the Chipmunks: Chipwrecked                                                             | 2011 | 505 Games                      |                     |
| Alvin and the Chipmunks: The Squeakquel                                                          | 2009 | Majesco Entertainment          |                     |
| Amazing Animals                                                                                  |      |                                |                     |
| The Amazing Brain Train!                                                                         |      |                                |                     |
| The Amazing Race                                                                                 | 2010 | Ubisoft                        |                     |
| The Amazing Spider-Man                                                                           | 2012 | Activision                     |                     |
| America's Next Top Model                                                                         | 2010 | DTP Entertainment              |                     |
| American Mensa Academy                                                                           | 2012 | Maximum Family Games           |                     |
| AMF Bowling Pinbusters!                                                                          | 2007 | Bethesda Softworks             |                     |
| AMF Bowling World Lanes                                                                          | 2008 | Bethesda Softworks             |                     |
| And Yet It Moves                                                                                 |      |                                |                     |
| And-Kensaku                                                                                      | 2010 | Nintendo                       |                     |
| Andrew Lloyd Webber Musicals: Sing and Dance                                                     | 2012 | Koch Media                     | Muziekspel          |
| Angry Birds Star Wars                                                                            | 2013 | Activision                     | Actiespel           |
| Angry Birds Trilogy                                                                              | 2013 | Activision                     | Actiespel           |
| Anima: Ark of Sinners                                                                            |      |                                |                     |
| Animal Crossing: Let's Go to the City                                                            | 2008 | Nintendo                       | Levenssimulatiespel |
| Animal Kingdom: Wildlife Expedition                                                              | 2008 | Natsume                        |                     |
| Animal Life: Doubutsu Fureai Seikatsu                                                            |      |                                |                     |
| Animal Planet: Vet Life                                                                          | 2009 | Activision                     |                     |
| Anime Slot Revolution: Pachi-Slot Kidou Senshi Gundam II - Ai Senshi Hen                         |      |                                |                     |
| Anno: Create A New World                                                                         |      |                                |                     |
| Another Code R: A Journey into Lost Memories                                                     | 2009 | Nintendo                       |                     |
| Anpanman Niko Niko Party                                                                         | 2010 | Agatsuma Entertainment         |                     |
| The Ant Bully                                                                                    | 2006 | Midway Games                   |                     |
| Ant Nation                                                                                       |      |                                |                     |
| Antaga Mawashite Sukuu Puzzle: Mochimochi Q                                                      |      |                                |                     |
| Anubis II                                                                                        | 2007 | Metro 3D                       |                     |
| Aqua Living: TV de Nagameru Uotachi                                                              |      |                                |                     |
| Aqua Panic!                                                                                      |      |                                |                     |
| AquaSpace                                                                                        |      |                                |                     |
| Arc Rise Fantasia                                                                                | 2009 | Ignition Entertainment         |                     |
| Arcade Essentials                                                                                |      |                                |                     |
| Arcade Shooter: Ilvelo (ook wel Illvelo Wii: Illmatic Envelope)                                  | 2008 | UFO Interactive Games          |                     |
| Arcade Shooting Gallery                                                                          | 2009 | Zoo Games                      |                     |
| Arcade Sports                                                                                    |      |                                |                     |
| Arcade Zone                                                                                      | 2009 | Activision                     |                     |
| Arctic Tale                                                                                      | 2007 | Zoo Digital Publishing         |                     |
| Armageddon                                                                                       |      |                                |                     |
| Aquatic Tales                                                                                    |      |                                |                     |
| Are You Smarter Than a 5th Grader?: Back to School                                               | 2010 | THQ                            |                     |
| Are You Smarter Than a 5th Grader?: Game Time                                                    | 2009 | THQ                            |                     |
| Are You Smarter Than a 5th Grader?: Make the Grade                                               | 2008 | THQ                            |                     |
| Argos no Senshi: Muscle Impact                                                                   | 2008 | Tecmo                          |                     |
| Arkanoid Plus!                                                                                   |      |                                |                     |
| Armin Van Buuren: In The Mix                                                                     | 2010 | Easy Interactive               |                     |
| Army Men: Soldiers of Misfortune                                                                 | 2008 | DSI Games                      |                     |
| Army Rescue                                                                                      | 2009 | UFO Interactive                |                     |
| Around the World in 50 Games                                                                     | 2010 | Zoo Games                      |                     |
| Art of Balance                                                                                   |      |                                |                     |
| Art Style: CUBELLO                                                                               |      |                                |                     |
| Art Style: DIALHEX                                                                               |      |                                |                     |
| Art Style: light trax                                                                            |      |                                |                     |
| Art Style: Lightstream                                                                           |      |                                |                     |
| Art Style: ORBIENT                                                                               |      |                                |                     |
| Art Style: ORBITAL                                                                               |      |                                |                     |
| Art Style: Penta Tentacles                                                                       |      |                                |                     |
| Art Style: ROTOHEX                                                                               |      |                                |                     |
| Art Style: Rotozoa                                                                               |      |                                |                     |
| Art of Fighting Anthology                                                                        |      |                                |                     |
| Arthur and the Revenge of Maltazard                                                              | 2010 | Ubisoft                        |                     |
| Ashes Cricket 2009                                                                               | 2009 | Codemasters                    |                     |
| Asoberu Ehon: Tobida Sugoroku                                                                    |      |                                |                     |
| Asobu Made in Ore                                                                                |      |                                |                     |
| Ason de Wakaru - The Party Casino                                                                |      |                                |                     |
| Asterix at the Olympic Games                                                                     | 2007 | Atari                          |                     |
| Astro Boy: The Video Game                                                                        | 2009 | D3 Publisher                   | Actiespel           |
| Astro Bugz Revenge                                                                               |      |                                |                     |
| Atsui 12-Game: FuriFuri Party!                                                                   |      |                                |                     |
| Attack of the Movies 3D                                                                          | 2010 | Majesco Entertainment          |                     |
| ATV Quad Kings                                                                                   | 2009 | Zoo Games                      | Actiespel           |
| ATV Thunder Ridge Riders & Monster Trucks                                                        |      |                                |                     |
| Atrévete a Soñar                                                                                 | 2010 | Nintendo                       |                     |
| Avatar: Into the Inferno Wii                                                                     | 2008 | THQ                            |                     |
| Avatar: The Game                                                                                 | 2009 | Ubisoft 20th Century Fox Games |                     |
| Avatar: The Last Airbender—The Burning Earth                                                     | 2006 | THQ                            |                     |
| Avatar: The Legend of Aang                                                                       |      |                                |                     |
| Avatar: The Seven Stones                                                                         |      |                                |                     |
| Aya and the Cubes of Light                                                                       |      |                                |                     |

## B
| Titel                                                     | Jaar | Uitgever              | Genre              |
| --------------------------------------------------------- | ---- | --------------------- | ------------------ |
| Babel Rising                                              |      |                       |                    |
| Babysitting Mama                                          | 2010 | Square Enix 505 Games |                    |
| Babysitting Party                                         | 2008 | Ubisoft               |                    |
| The Bachelor                                              | 2010 | Warner Bros.          |                    |
| Back to Nature                                            |      |                       |                    |
| Back to the Future: The Game                              | 2011 | Telltale Games        |                    |
| Backyard Baseball 2009                                    | 2008 | Atari                 | Sportspel          |
| Backyard Baseball 2010                                    | 2009 | Atari                 | Sportspel          |
| Backyard Football 2008                                    | 2007 | Atari                 | Sportspel          |
| Backyard Football 2009                                    | 2008 | Atari                 | Sportspel          |
| Backyard Football 2010                                    | 2009 | Atari                 | Sportspel          |
| Backyard Sports: Rookie Rush                              | 2010 | Atari                 | Sportspel          |
| Backyard Sports: Sandlot Sluggers                         | 2010 | Atari                 | Sportspel          |
| Baja Destruction                                          |      |                       |                    |
| Baja Mania                                                |      |                       |                    |
| Bakugan Battle Brawlers                                   | 2009 | Activision            |                    |
| Bakugan: Defenders of the Core                            | 2010 | Activision            | Sportspel          |
| Bakutan                                                   |      |                       |                    |
| Balloon Pop                                               | 2008 | UFO Interactive Games |                    |
| Balloon Pop Festival                                      |      |                       |                    |
| Balls of Fury                                             | 2007 | Destination Software  |                    |
| Band Hero                                                 | 2009 | Vicarious Visions     |                    |
| Bang Attack                                               |      |                       |                    |
| Bang Attack!                                              |      |                       |                    |
| Bang Bang Kids                                            |      |                       |                    |
| Barbie and the Three Musketeers                           |      |                       |                    |
| Barbie Island Princess                                    |      |                       |                    |
| Barbie Dreamhouse Party                                   |      |                       |                    |
| Barbie Horse Adventures: Riding Camp                      |      |                       |                    |
| Barbie: Groom and Glam Pups                               |      |                       |                    |
| Barbie: Jet, Set & Style!                                 |      |                       |                    |
| Barnyard                                                  |      |                       |                    |
| Barnyard: Shuyaku wa Ore, Ushi                            |      |                       |                    |
| Baroque                                                   |      |                       |                    |
| Baroque for Wii                                           |      |                       |                    |
| Baroque International                                     |      |                       |                    |
| Baseball Blast!                                           |      |                       |                    |
| Bass Fishing Wii: Rokumaru Densetsu                       |      |                       |                    |
| Bass Fishing Wii: World Tournament                        |      |                       |                    |
| Bass Pro Shops: The Hunt                                  |      |                       |                    |
| Bass Pro Shops: The Hunt - Trophy Showdown                |      |                       |                    |
| Bass Pro Shops: The Strike                                |      |                       |                    |
| Bass Pro Shops: The Strike - Tournament Edition           |      |                       |                    |
| Batman: The Brave and the Bold - The Videogame            |      |                       |                    |
| Battalion Wars 2                                          |      |                       |                    |
| Battle of Giants: Dinosaurs Strike                        |      |                       |                    |
| Battle of the Bands                                       |      |                       |                    |
| Battle Poker                                              |      |                       |                    |
| Battle Rage: Mech Conflict                                |      |                       |                    |
| Battle Rage: The Robot Wars                               |      |                       |                    |
| Battle vs. Chess                                          |      |                       |                    |
| Battleship                                                |      |                       |                    |
| BBC iPlayer                                               |      |                       |                    |
| Beach e Oki o Tsukuccha Wow!                              |      |                       |                    |
| Beach Fun Summer Challenge                                |      |                       |                    |
| Beastly                                                   |      |                       |                    |
| The Beatles: Rock Band                                    |      |                       |                    |
| Beat the Beat: Rhythm Paradise                            |      |                       |                    |
| Beat the Intro                                            |      |                       |                    |
| Bee Movie Game                                            |      |                       |                    |
| Beer Pong: Frat Party Games                               |      |                       |                    |
| Bejeweled 2                                               |      |                       |                    |
| Ben 10: Alien Force                                       | 2008 | D3 Publisher          | Actie-avontuurspel |
| Ben 10 Alien Force: The Rise of Hex                       |      |                       |                    |
| Ben 10 Alien Force: Vilgax Attacks                        | 2009 | D3 Publisher          | Actie-avontuurspel |
| Ben 10: Galactic Racing                                   | 2011 | D3 Publisher          | Actie-avontuurspel |
| Ben 10: Omniverse 2                                       | 2013 | D3 Publisher          | Actie-avontuurspel |
| Ben 10: Protector of Earth                                | 2007 | D3 Publisher          | Actie-avontuurspel |
| Ben 10 Ultimate Alien: Cosmic Destruction                 | 2010 | D3 Publisher          | Actie-avontuurspel |
| Bermuda Triangle                                          |      |                       |                    |
| Bermuda Triangle: Saving the Coral                        |      |                       |                    |
| Beyblade: Metal Fusion - Battle Fortress                  |      |                       |                    |
| Beyblade: Metal Fusion - Counter Leone                    |      |                       |                    |
| Bibi Blocksberg: Das grosse Hexenbesen-Rennen 2           |      |                       |                    |
| Bibi Blocksberg: Das grosse Hexenbesen-Rennen!            |      |                       |                    |
| Bienvenue chez les Ch'tis                                 |      |                       |                    |
| Big Bass Arcade                                           |      |                       |                    |
| Big Beach Sports                                          |      |                       |                    |
| Big Beach Sports 2                                        |      |                       |                    |
| Big Beach Sports 2-Pack                                   |      |                       |                    |
| Big Brain Academy for Wii                                 |      |                       |                    |
| Big Brain Academy: Wii Degree                             |      |                       |                    |
| Big Catch Bass Fishing                                    |      |                       |                    |
| Big Catch Bass Fishing 2                                  |      |                       |                    |
| Big Family Games                                          |      |                       |                    |
| Bigfoot: Collision Course                                 |      |                       |                    |
| Bigfoot: King of Crush                                    |      |                       |                    |
| The Biggest Loser Challenge                               |      |                       |                    |
| The Biggest Loser USA                                     |      |                       |                    |
| The Biggest Loser                                         |      |                       |                    |
| Big Kahuna Party                                          |      |                       |                    |
| Big League Sports                                         |      |                       |                    |
| Big League Sports: Summer                                 |      |                       |                    |
| Big Rig Racer 2                                           |      |                       |                    |
| The Bigs                                                  |      |                       |                    |
| The Bigs 2                                                |      |                       |                    |
| Big Time Rush: Dance Party                                |      |                       |                    |
| Big Town Shoot Out                                        |      |                       |                    |
| Billy the Wizard: Rocket Broomstick Racing                |      |                       |                    |
| Billy's Boot Camp: Wii de Enjoy Diet!                     |      |                       |                    |
| Bingo Party Deluxe                                        |      |                       |                    |
| BioHazard                                                 |      |                       |                    |
| BioHazard 0                                               |      |                       |                    |
| BioHazard 4: Wii Edition                                  |      |                       |                    |
| BioHazard Chronicles Value Pack                           |      |                       |                    |
| BioHazard: The Darkside Chronicles                        |      |                       |                    |
| BioHazard: Umbrella Chronicles                            |      |                       |                    |
| Bionicle Heroes                                           |      |                       |                    |
| Birthday Party Bash                                       |      |                       |                    |
| Bit Boy!!                                                 |      |                       |                    |
| Bit Man!!                                                 |      |                       |                    |
| Blast Works: Build, Fuse & Destroy                        |      |                       |                    |
| Blazing Angels: Squadrons of WWII                         |      |                       |                    |
| Bleach: Shattered Blade                                   |      |                       |                    |
| Bob the Builder                                           |      |                       |                    |
| Bolt                                                      |      |                       |                    |
| Bomberman Land Wii                                        |      |                       |                    |
| Boogie                                                    |      |                       |                    |
| Boogie Superstar                                          |      |                       |                    |
| Boom Blox                                                 |      |                       |                    |
| Boomstreet (ook wel Fortune Street of Itadaki Street Wii) |      |                       |                    |
| Brave                                                     |      |                       |                    |
| Brave: A Warrior's Tale                                   |      |                       |                    |
| Bratz Kidz                                                |      |                       |                    |
| Bratz the Movie                                           |      |                       |                    |
| Brothers in Arms: Double Time                             |      |                       |                    |
| Brunswick Pro Bowling                                     |      |                       |                    |
| Bully: Scholarship Edition                                |      | Take Two              |                    |
| B-Units: Build it!                                        |      |                       |                    |
| Bust-A-Move Bash!                                         |      |                       |                    |

## C
| Titel | Jaar | Uitgever                        | Genre                  |
| --- | ---- | ------------------------------- | ---------------------- |
| Cabela's Adventure Camp                                                                                  | 2011 | Activision                      |                        |
| Cabela's African Adventures                                                                              | 2013 | Activision                      |                        |
| Cabela's Big Game Hunter 2008                                                                            | 2007 | Activision                      |                        |
| Cabela's Big Game Hunter 2010                                                                            | 2009 | Activision                      |                        |
| Cabela's Big Game Hunter 2012                                                                            | 2011 | Activision                      |                        |
| Cabela's Dangerous Adventures                                                                            |      |                                 |                        |
| Cabela's Dangerous Hunts 2009                                                                            | 2008 | Activision                      |                        |
| Cabela's Dangerous Hunts 2011                                                                            | 2010 | Activision                      |                        |
| Cabela's Dangerous Hunts 2013                                                                            | 2012 | Activision                      |                        |
| Cabela's Hunting Expeditions                                                                             | 2012 | Activision                      |                        |
| Cabela's Legendary Adventures                                                                            | 2008 | Activision                      |                        |
| Cabela's Monster Buck Hunter                                                                             | 2010 | Activision                      |                        |
| Cabela's North American Adventures                                                                       | 2010 | Activision                      |                        |
| Cabela's Outdoor Adventures                                                                              | 2009 | Activision                      |                        |
| Cabela's Survival: Shadows of Katmai                                                                     | 2011 | Activision                      |                        |
| Cabela's Trophy Bucks                                                                                    | 2008 | Activision                      |                        |
| Caduceus Z: 2-tsu no Chou Shittou                                                                        |      |                                 |                        |
| Caduceus: New Blood                                                                                      |      |                                 |                        |
| Cages: Pro Style Batting Practice, The                                                                   |      |                                 |                        |
| Cake Mania: In the Mix!                                                                                  | 2008 | Sandlot Games                   |                        |
| Call of Duty 3                                                                                           | 2006 | Activision                      | First-person shooter   |
| Call of Duty: Black Ops                                                                                  | 2010 | Activision                      | First-person shooter   |
| Call of Duty: Modern Warfare: Reflex                                                                     | 2009 | Activision                      | First-person shooter   |
| Call of Duty: World at War                                                                               | 2008 | Activision                      | First-person shooter   |
| Calling                                                                                                  | 2009 | Hudson Soft                     |                        |
| Calling: Kuroki Chakushin                                                                                |      |                                 |                        |
| Calvin Tucker's Redneck Jamboree                                                                         | 2008 | Zoo Games                       |                        |
| Calvin Tucker's Redneck: Farm Animals Racing Tournament                                                  | 2010 | Zoo Games                       |                        |
| Canada Hunt                                                                                              | 2010 | Virtual Play Games              |                        |
| Candace Kane's Candy Factory                                                                             | 2008 | Destineer                       |                        |
| Captain America: Super Soldier                                                                           | 2011 | Sega                            |                        |
| Captain Morgane and the Golden Turtle                                                                    | 2012 | Reef Entertainment              |                        |
| Captain Rainbow                                                                                          | 2008 | Nintendo                        |                        |
| Carl Jii-San no Soratobu Ie                                                                              |      |                                 |                        |
| Carmen Sandiego Adventures in Math: The Big Ben Burglary                                                 |      |                                 |                        |
| Carmen Sandiego Adventures in Math: The Case of the Crumbling Cathedral                                  |      |                                 |                        |
| Carmen Sandiego Adventures in Math: The Great Gateway Grab                                               |      |                                 |                        |
| Carmen Sandiego Adventures in Math: The Island of Diamonds                                               |      |                                 |                        |
| Carmen Sandiego Adventures in Math: The Lady Liberty Larceny                                             |      |                                 |                        |
| Carnival Kermis Games (ook wel Carnival Funfair Games)                                                   |      |                                 |                        |
| Carnival Games                                                                                           | 2007 | Global Star                     |                        |
| Carnival Games: Mini-Golf                                                                                | 2008 | Take-Two Interactive            | Sportspel              |
| Carnival King                                                                                            |      |                                 |                        |
| Cars | 2006 | THQ                             | Racespel               |
| Cars: Mater-National Championship                                                                        | 2007 | THQ                             | Racespel               |
| Cars 2: The Video Game                                                                                   | 2011 | THQ                             | Racespel               |
| Cars Race-O-Rama                                                                                         | 2009 | THQ                             | Racespel               |
| Cars Toon: Mater's Tall Tales                                                                            | 2011 | Disney Interactive              |                        |
| Cartoon Network: Punch Time Explosion XL                                                                 | 2011 | Deep Silver                     |                        |
| Case Closed - One Truth Prevails: The Mirapolis Investigation                                            |      |                                 |                        |
| Casper's Scare School: Spooky Sports Day                                                                 | 2009 | Red Wagon Games                 |                        |
| Castle of Shikigami III                                                                                  | 2007 | Aksys Games                     |                        |
| Castlevania Judgement                                                                                    | 2008 | Konami                          | Actiespel Platformspel |
| Castlevania: The Adventure ReBirth                                                                       |      |                                 |                        |
| Cate West: The Vanishing Files                                                                           | 2009 | Oxygen Games                    |                        |
| Catz (ook wel Petz: Catz 2)                                                                              | 2007 | Ubisoft                         | Avonturenspel          |
| Cave Story                                                                                               |      |                                 |                        |
| Celebrity Sports Showdown                                                                                | 2008 | EA Sports                       | Sportspel              |
| Centipede: Infestation                                                                                   | 2011 | Atari                           |                        |
| Ceoeum Mannaneun Wii                                                                                     |      |                                 |                        |
| Challenge Me: Brain Puzzles 2                                                                            | 2010 | Oxygen Games                    | Puzzelspel             |
| Challenge Me: Word Puzzles                                                                               | 2011 | Oxygen Games                    | Puzzelspel             |
| Champion Jockey: G1 Jockey & Gallop Racer                                                                | 2011 | Tecmo Koei                      | Sportspel              |
| Championship Foosball                                                                                    | 2008 | 505 Games                       | Sportspel              |
| Chaotic: Shadow Warriors                                                                                 | 2009 | Activision                      |                        |
| Charm Girls Club Pajama Party                                                                            | 2009 | Electronic Arts                 |                        |
| Check vs. Mate                                                                                           |      |                                 |                        |
| Cheggers Party Quiz                                                                                      | 2007 | Oxygen Games                    |                        |
| Chess Challenge!                                                                                         |      |                                 |                        |
| Chess Crusade                                                                                            | 2008 | Zoo Digital Publishing          |                        |
| Chevrolet Camaro: Wild Ride                                                                              | 2010 | Storm City Games                |                        |
| Chibi-Robo                                                                                               | 2009 | Nintendo                        |                        |
| chick chick BOOM                                                                                         |      |                                 |                        |
| Chicken Battle! chick chick BOOM                                                                         |      |                                 |                        |
| Chicken Blaster                                                                                          | 2009 | Zoo Games                       |                        |
| Chicken Riot                                                                                             | 2009 | City Interactive                |                        |
| Chicken Shoot                                                                                            | 2007 | Zoo Digital Publishing          |                        |
| Chin Sports                                                                                              |      |                                 |                        |
| Chin-Douchuu!! Paul no Daibouken                                                                         |      |                                 |                        |
| Chocobo's Dungeon Toki Wasure No Meikyuu (ook wel Chocobo no Fushigi na Dungeon: Toki Wasure No Meikyuu) |      |                                 |                        |
| Chokkan! Balance * Labyrinth                                                                             |      |                                 |                        |
| Choro Q Wii                                                                                              |      |                                 |                        |
| Christmas Clix                                                                                           |      |                                 |                        |
| The Chronicles of Narnia: Prince Caspian                                                                 | 2008 | Disney Interactive Studios      |                        |
| Chronos Twins DX                                                                                         |      |                                 |                        |
| Chrysler Classic Racing                                                                                  | 2008 | Zoo Games                       |                        |
| Chuck E. Cheese's Party Games                                                                            | 2010 | UFO Interactive Games           |                        |
| Chuck E. Cheese's Sports Games                                                                           | 2011 | UFO Interactive Games           |                        |
| Chuck E. Cheese's Super Collection                                                                       | 2011 | UFO Interactive Games           |                        |
| CID The Dummy                                                                                            | 2009 | Oxygen Games                    |                        |
| Circus                                                                                                   | 2010 | 505 Games                       |                        |
| City Builder                                                                                             | 2010 | Virtual Play Games              |                        |
| Classic British Motor Racing                                                                             | 2007 | Popcorn Arcade                  |                        |
| Clever Kids: Creepy Crawlies                                                                             | 2009 | Midas Interactive Entertainment |                        |
| Clever Kids: Farmyard Fun                                                                                | 2009 | Midas Interactive Entertainment |                        |
| Clever Kids: Pet Store                                                                                   | 2009 | Midas Interactive Entertainment |                        |
| Clever Kids: Pirates                                                                                     | 2009 | Midas Interactive Entertainment |                        |
| Cloudy With a Chance of Meatballs                                                                        | 2009 | Ubisoft                         |                        |
| Club Penguin: Game Day!                                                                                  | 2010 | Disney Interactive              |                        |
| Cocoto Fishing Master                                                                                    |      |                                 |                        |
| Cocoto Kart Racer                                                                                        | 2008 | Bigben Interactive              |                        |
| Cocoto Kart Racer 2                                                                                      | 2011 | Bigben Interactive              |                        |
| Cocoto Magic Circus                                                                                      | 2008 | Bigben Interactive              |                        |
| Cocoto Platform Jumper                                                                                   |      |                                 |                        |
| Code Lyoko: Quest for Infinity                                                                           | 2007 | The Game Factory                |                        |
| Cold Stone Creamery: Scoop it Up                                                                         | 2009 | Zoo Publishing                  |                        |
| Colin McRae: DiRT 2                                                                                      |      |                                 |                        |
| ColorZ                                                                                                   |      |                                 |                        |
| Combat of Giants: Dinosaurs Strike                                                                       |      |                                 |                        |
| Combat Wings: The Great Battles of WWII                                                                  |      |                                 |                        |
| Conduit 2                                                                                                | 2011 | Sega                            |                        |
| The Conduit                                                                                              | 2009 | Sega                            |                        |
| Contra ReBirth                                                                                           |      |                                 |                        |
| Cooking Mama                                                                                             |      |                                 |                        |
| Cooking Mama 2: Taihen! Mama wa Ooisogashi!!                                                             |      |                                 |                        |
| Cooking Mama 2: World Kitchen                                                                            | 2008 | 505 Games                       |                        |
| Cooking Mama: Cook Off                                                                                   | 2007 | Taito 505 Games                 |                        |
| Cooking Mama: Minna to Issho ni Oryouri Taikai!                                                          |      |                                 |                        |
| Cooking Mama: World Kitchen                                                                              |      |                                 |                        |
| Copter Crisis                                                                                            |      |                                 |                        |
| Coraline                                                                                                 | 2009 | D3 Publisher                    |                        |
| Cosmic Family                                                                                            | 2007 | Ubisoft                         |                        |
| Countdown: The Game                                                                                      | 2009 | Mindscape                       |                        |
| Counter Force                                                                                            | 2007 | Conspiracy Entertainment        |                        |
| Country Dance                                                                                            | 2011 | Funbox Media                    |                        |
| Country Dance 2                                                                                          | 2011 | Funbox Media                    |                        |
| Cozy Fire                                                                                                |      |                                 |                        |
| Cradle of Rome                                                                                           |      |                                 |                        |
| Cranium Kabookii                                                                                         |      |                                 |                        |
| Crash Car Racer                                                                                          |      |                                 |                        |
| Crash Of The Titans                                                                                      | 2007 | Sierra Entertainment            |                        |
| Crash: Mind Over Mutant                                                                                  | 2008 | Sierra Entertainment            |                        |
| Crayola: Colorful Journey                                                                                | 2009 | Crave Entertainment             |                        |
| Crayon Shin-Chan: Saikyou Kazoku Kasukabe King Wii                                                       | 2006 | Banpresto                       |                        |
| Crazy Chicken Tales                                                                                      | 2010 | Conspiracy Entertainment        |                        |
| Crazy Climber Wii                                                                                        | 2007 | Nippon System                   |                        |
| Crazy Machines                                                                                           | 2010 | DTP Entertainment               |                        |
| Crazy Mini Golf                                                                                          |      |                                 |                        |
| Crazy Mini Golf 2                                                                                        | 2010 | Metro3D                         | Sportspel              |
| Create                                                                                                   | 2010 | Electronic Arts                 |                        |
| Cricket                                                                                                  |      |                                 |                        |
| The Crime Files                                                                                          |      |                                 |                        |
| Critter Round-Up                                                                                         |      |                                 |                        |
| Cruise Party                                                                                             |      |                                 |                        |
| Cruise Ship Resort                                                                                       |      |                                 |                        |
| Cruise Ship Vacation Games                                                                               | 2009 | Avanquest                       |                        |
| Cruis'n                                                                                                  | 2007 | Midway Games                    | Racespel               |
| Crystal Defenders R1                                                                                     |      |                                 |                        |
| Crystal Defenders R2                                                                                     |      |                                 |                        |
| CSI: Crime Scene Investigation: Fatal Conspiracy                                                         | 2010 | Ubisoft                         |                        |
| CSI: Hard Evidence                                                                                       | 2008 | Ubisoft                         |                        |
| The Cube                                                                                                 | 2012 | Funbox Media                    |                        |
| Cue Sports: Pool Revolution                                                                              |      |                                 |                        |
| Cue Sports: Snooker vs Billiards                                                                         |      |                                 |                        |
| Cue Sports: Wi-Fi Taisen Billiards                                                                       |      |                                 |                        |
| Cuisine Party (ook wel Ready Steady Cook)                                                                | 2009 | Mindscape                       |                        |
| Cursed Mountain                                                                                          | 2009 | Deep Silver                     |                        |
| Cyberbike                                                                                                | 2011 | Bigben Interactive              |                        |

## D
| Titel                                                                        | Jaar | Uitgever                             | Genre                |
| ---------------------------------------------------------------------------- | ---- | ------------------------------------ | -------------------- |
| Daikaijuu Battle: Ultra Coliseum                                             | 2008 | Namco Bandai                         |                      |
| Daikaijuu Battle: Ultra Coliseum DX - Ultra Senshi Daishuuketsu              | 2010 | Namco Bandai                         |                      |
| Dairantou Smash Brothers X                                                   |      |                                      |                      |
| Daisy Fuentes Pilates                                                        |      |                                      |                      |
| Dance Dance Revolution                                                       | 2010 | Konami                               | Dansspel             |
| Dance Dance Revolution II                                                    | 2011 | Konami                               | Dansspel             |
| Dance Dance Revolution: Disney Grooves                                       | 2009 | Konami                               | Dansspel             |
| Dance Dance Revolution: Furu Furu Party                                      |      | Konami                               | Dansspel             |
| Dance Dance Revolution: Hottest Party                                        | 2007 | Konami                               | Dansspel             |
| Dance Dance Revolution: Hottest Party 2                                      | 2008 | Konami                               | Dansspel             |
| Dance Dance Revolution: Hottest Party 3                                      | 2009 | Konami                               | Dansspel             |
| Dance Dance Revolution: Hottest Party 4                                      |      |                                      |                      |
| Dance Dance Revolution: Hottest Party 5                                      |      |                                      |                      |
| Dance Dance Revolution: Music Fit                                            |      |                                      |                      |
| Dance Juniors                                                                |      |                                      |                      |
| Dance on Broadway                                                            | 2011 | Ubisoft                              | Dansspel             |
| Dance Party: Club Hits                                                       | 2010 | Nordic Games                         |                      |
| Dance Party: Pop Hits                                                        | 2009 | Nordic Games                         |                      |
| Dance Sensation!                                                             | 2010 | Majesco Sales                        |                      |
| Dance! It's Your Stage                                                       | 2011 | DTP Entertainment                    |                      |
| Dancing on Ice                                                               | 2010 | Ghostlight                           |                      |
| Dancing Stage: Hottest Party                                                 |      |                                      |                      |
| Dancing with the Stars                                                       | 2007 | Activision                           | Dansspel             |
| Dancing With the Stars: We Dance!                                            | 2008 | Activision                           | Dansspel             |
| The Daring Game for Girls                                                    |      |                                      |                      |
| Darkness                                                                     |      | Crossbeam Studios Entertainment      |                      |
| Dart Rage                                                                    |      |                                      |                      |
| Darts Wii                                                                    |      |                                      |                      |
| Darts Wii Deluxe                                                             |      |                                      |                      |
| Data East Arcade Classics                                                    | 2010 | Majesco Entertainment                |                      |
| Dave Mirra BMX Challenge                                                     | 2007 | Crave Entertainment                  |                      |
| Dawn of Discovery                                                            | 2011 | Ubisoft                              |                      |
| De Blob                                                                      | 2008 | THQ, THQ Wireless                    | Actispel Puzzelspel  |
| De Blob 2                                                                    | 2011 | THQ, THQ Nordic                      | Actispel Puzzelspel  |
| Dead Space                                                                   | 2008 | Electronic Arts                      | Third-person shooter |
| Dead Space: Extraction                                                       | 2009 | Electronic Arts                      |                      |
| Dead Rising: Chop Till You Drop                                              | 2009 | Capcom                               |                      |
| Dead Rising: Zombie no Ikenie                                                |      |                                      |                      |
| Deadliest Catch: Sea of Chaos                                                | 2010 | Crave Entertainment                  |                      |
| Deadly Creatures                                                             | 2009 | THQ                                  |                      |
| Deal or No Deal                                                              | 2009 | Zoo Games                            | Puzzelspel           |
| Deal or No Deal: Special Edition                                             | 2010 | Zoo Games                            | Puzzelspel           |
| Deal or No Deal: The Banker is Back!                                         | 2008 | Mindscape                            | Puzzelspel           |
| Death Jr.: Root of Evil                                                      | 2008 | Eidos Interactive                    |                      |
| Deca Sports                                                                  | 2008 | Hudson Soft                          | Sportspel            |
| Deca Sports 2                                                                | 2009 | Konami Hudson Soft                   | Sportspel            |
| Deca Sports 3                                                                | 2010 | Hudson Soft                          | Sportspel            |
| Deepak Chopra's Leela                                                        | 2011 | THQ                                  |                      |
| Deer Captor                                                                  |      |                                      |                      |
| Deer Drive                                                                   | 2008 | Mastiff                              |                      |
| Deer Drive Legends                                                           | 2012 | Maximum Games                        |                      |
| Def Jam Rapstar                                                              | 2010 | Konami                               |                      |
| Defend Your Castle                                                           |      |                                      |                      |
| Defendin' DePenguin                                                          |      |                                      |                      |
| Densha de Go! Shinkansen EX: Sanyou Shinkansen Hen                           |      |                                      |                      |
| Derby Dog                                                                    |      |                                      |                      |
| Derby Dogs                                                                   |      |                                      |                      |
| De Sims 2: Huisdieren                                                        | 2006 | Electronic Arts                      | Levenssimulatie      |
| Despicable Me                                                                | 2010 | D3 Publisher                         |                      |
| The Destiny of Zorro                                                         | 2007 | 505 Games                            | Actie-avontuur       |
| Destroy All Humans! Big Willy Unleashed                                      | 2008 | THQ                                  | Third-person shooter |
| Detective Conan: Die Mirapolis-Ermittlung                                    |      |                                      |                      |
| Dewy's Adventure                                                             | 2007 | Konami                               | Platformspel         |
| Diabolik: The Original Sin                                                   | 2009 | Black Bean Games                     |                      |
| Diatomic                                                                     |      |                                      |                      |
| Digimon                                                                      |      | Namco Bandai                         |                      |
| Diner Dash                                                                   |      |                                      |                      |
| Dino Strike                                                                  | 2011 | Ubisoft                              | Vechtspel            |
| DiRT 2                                                                       | 2009 | Codemasters                          | Racespel             |
| Disaster: Day of Crisis                                                      | 2008 | Nintendo                             |                      |
| Discipline: Teikoku no Tanjou                                                |      |                                      |                      |
| Disney Channel All Star Party                                                |      |                                      |                      |
| Disney Epic Mickey                                                           | 2010 | Disney Interactive Studios           | Avonturenspel        |
| Disney Epic Mickey 2: The Power of Two                                       | 2012 | Disney Interactive Studios           | Avonturenspel        |
| Disney Guilty Party                                                          | 2010 | Disney Interactive Studios           |                      |
| Disney Hannah Montana: Spotlight World Tour                                  |      |                                      |                      |
| Disney Infinity                                                              | 2013 | Disney Interactive Studios           | Actiespel            |
| Disney Planes                                                                | 2013 | Disney Interactive Studios           | Actiespel            |
| Disney Planes: Fire & Rescue                                                 | 2014 | Little Orbit                         | Actiespel            |
| Disney Princess: Enchanted Journey                                           | 2007 | Disney Interactive Studios           |                      |
| Disney Princess: Enchanting Storybooks                                       | 2011 | THQ                                  |                      |
| Disney Princess: My Fairytale Adventure                                      | 2012 | Disney Interactive Studios           | Muziekspel           |
| Disney Sing It                                                               | 2008 | Disney Interactive Studios           | Muziekspel           |
| Disney Sing It! High School Musical 3: Senior Year                           | 2008 | Disney Interactive Studios           | Muziekspel           |
| Disney Sing It: Family Hits                                                  | 2010 | Disney Interactive Studios           | Muziekspel           |
| Disney Sing It: Filmhits                                                     |      |                                      |                      |
| Disney Sing It: Party Hits                                                   | 2010 | Disney Interactive Studios           | Muziekspel           |
| Disney Sing It: Pop Hits                                                     | 2009 | Disney Interactive Studios           | Muziekspel           |
| Disney Tangled: The Video Game                                               | 2010 | Disney Interactive Studios           |                      |
| Disney TH!NK Fast                                                            |      |                                      |                      |
| Disney Universe                                                              | 2011 | Disney Interactive                   |                      |
| Disney Violetta: Rhythm & Music                                              | 2014 | Muziekspel                           |                      |
| Disney's Chicken Little: Ace in Action                                       | 2006 | Buena Vista Games Disney Interactive |                      |
| Disney's Meet The Robinsons                                                  | 2007 | Buena Vista Games                    |                      |
| Disney-Pixar Ratatouille                                                     |      |                                      |                      |
| Disney-Pixar Remy no Oishii Restaurant                                       |      |                                      |                      |
| Disney-Pixar Toy Story 3                                                     |      |                                      |                      |
| Disney-Pixar Toy Story Mania                                                 |      |                                      |                      |
| Disney Sing It: Family Hits                                                  |      |                                      |                      |
| Disney Sing It: Pop Hits                                                     |      |                                      |                      |
| Disney Sing It: Party Hits                                                   |      |                                      |                      |
| Disney's Think Fast                                                          |      |                                      |                      |
| Diva Girls: Diva Ballerina                                                   |      |                                      |                      |
| Diva Girls: Divas on Ice                                                     |      |                                      |                      |
| Diva Girls: Princess on Ice                                                  |      |                                      |                      |
| Dive: The Medes Islands Secret                                               |      |                                      |                      |
| DJ Hero                                                                      | 2009 | Activision                           |                      |
| DJ Hero 2                                                                    | 2010 | Activision                           |                      |
| Doala de Wii                                                                 | 2009 | Tera Box                             |                      |
| Doc Clock: The Toasted Sandwich of Time                                      |      |                                      |                      |
| Doc Louis's Punch-Out!!                                                      |      |                                      |                      |
| Doctor Fizzwizzle's Animal Rescue                                            |      |                                      |                      |
| Doctor Who: Return to Earth                                                  |      |                                      |                      |
| Dodge Racing: Charger vs Challenger                                          | 2011 | Zoo Games                            |                      |
| The Dog Island                                                               | 2007 | Ubisoft                              |                      |
| Dogz (ook wel Petz: Dogz 2)                                                  | 2007 | Ubisoft                              | Avonturenspel        |
| Dokapon Kingdom                                                              | 2008 | Atlus                                |                      |
| Dokapon Kingdom for Wii                                                      |      |                                      |                      |
| DokoDemo Asoberu - The Shooting Action, The                                  |      |                                      |                      |
| Domino Rally                                                                 |      |                                      |                      |
| Don King Boxing                                                              | 2008 | 2K Sports                            | Sportspel            |
| Donkey Kong Barrel Blast                                                     | 2007 | Nintendo                             | Actiespel            |
| Donkey Kong Country Returns                                                  | 2010 | Nintendo                             | Actiespel            |
| Donkey Kong Jungle Beat                                                      | 2008 | Nintendo                             | Muziekspel           |
| Donkey Kong Taru Jet Race                                                    |      |                                      |                      |
| Dood's Big Adventure                                                         | 2011 | THQ                                  |                      |
| Dora the Explorer: Dora Saves the Crystal Kingdom                            | 2009 | Take-Two Interactive                 |                      |
| Dora the Explorer: Dora Saves the Snow Princess                              |      |                                      |                      |
| Dora's Big Birthday Adventure                                                | 2011 | Take-Two Interactive                 |                      |
| Doraemon Wii: Himitsu Douguou Ketteisen!                                     | 2007 | Sega                                 |                      |
| Doubutsu Kisoutengai!                                                        |      |                                      |                      |
| Downtown Nekketsu Dodgeball                                                  |      |                                      |                      |
| Dr. Mario & Germ Buster                                                      | 2008 | Nintendo                             | Puzzelspel           |
| Dr. Mario & Saikin Bokumetsu                                                 |      |                                      |                      |
| Dr. Mario Online RX                                                          |      |                                      |                      |
| Dracula Densetsu ReBirth                                                     |      |                                      |                      |
| Dracula: Undead Awakening                                                    |      |                                      |                      |
| Drag & Stock Racer                                                           |      |                                      |                      |
| Dragon Ball Z: Budokai Tenkaichi 2                                           | 2006 | Atari                                | Vechtspel            |
| Dragon Ball Z: Budokai Tenkaichi 3                                           | 2007 | Atari                                | Vechtspel            |
| Dragon Ball Z: Sparking! Meteor                                              |      |                                      |                      |
| Dragon Ball Z: Sparking! Neo                                                 |      |                                      |                      |
| Dragon Ball: Revenge of King Piccolo                                         |      |                                      |                      |
| Dragon Ball: Tenkaichi Daibouken                                             |      |                                      |                      |
| Dragon Blade                                                                 |      |                                      |                      |
| Dragon Blade: Wrath of Fire                                                  |      |                                      |                      |
| Dragon Master Spell Caster                                                   |      |                                      |                      |
| Dragon Quest 25 Shuunen Kinen: Famicom & Super Famicom Dragon Quest I-II-III |      |                                      |                      |
| Dragon Quest Monsters: Battle Road Victory                                   | 2010 | Square Enix                          |                      |
| Dragon Quest Sword: Kamen no Joou to Kagami no Tou                           |      |                                      |                      |
| Dragon Quest Swords: The Masked Queen and the Tower of Mirrors               | 2007 | Square Enix                          |                      |
| Dragon Quest X: All In One Package                                           |      |                                      |                      |
| Dragon Quest X: Mezameshi Itsutsu no Shuzoku Online                          | 2012 | Square Enix                          |                      |
| Dragon Quest X: Nemureru Yuusha to Michibiki no Meiyuu Online                |      |                                      |                      |
| Dragon's Lair Trilogy                                                        | 2010 | Destineer                            |                      |
| Dragonball: Revenge of King Piccolo                                          | 2011 | Namco Bandai                         |                      |
| Drawn To Life: Het Nieuwe Hoofdstuk                                          | 2011 | THQ                                  | Avonturenspel        |
| Drawsome! Artist                                                             | 2011 | Ubisoft                              | Tekenprogramma       |
| Drawsome! Sketch Quest                                                       | 2011 | Ubisoft                              |                      |
| Dream Dance & Cheer                                                          | 2009 | Zoo Games                            |                      |
| Dream Pinball 3D                                                             | 2008 | SouthPeak Games                      |                      |
| Dream Salon                                                                  | 2009 | Zoo Games                            |                      |
| DreamWorks Kung Fu Panda 2                                                   |      |                                      |                      |
| Dreamworks Madagascar Kartz                                                  |      |                                      |                      |
| DreamWorks Madagascar: Escape 2 Africa                                       |      |                                      |                      |
| DreamWorks Puss in Boots                                                     |      |                                      |                      |
| DreamWorks Shrek Forever After                                               |      |                                      |                      |
| DreamWorks Shrek the Third                                                   |      |                                      |                      |
| DreamWorks Super Star Kartz                                                  | 2011 | Activision                           |                      |
| DreamWorks The Croods: Prehistoric Party!                                    |      |                                      |                      |
| DRiiFT Mania                                                                 |      |                                      |                      |
| Drill Sergeant Mindstrong                                                    |      |                                      |                      |
| Driver: Parallel Lines                                                       | 2007 | Ubisoft                              | Actiespel            |
| Driver: San Francisco                                                        | 2011 | Ubisoft                              | Actiespel            |
| Drop Zone: Under Fire                                                        |      |                                      |                      |
| DT Carnage                                                                   | 2009 | Agetec                               |                      |

## E
| Titel | Jaar | Uitgever                                | Genre                   |
| --- | ---- | --------------------------------------- | ----------------------- |
| EA Playground                                                                                                 | 2007 | Electronic Arts                         | Actiespel               |
| EA Sports Active                                                                                              | 2009 | EA Sports                               | Simulatiespel           |
| EA Sports Active 2                                                                                            | 2010 | EA Sports                               | Simulatiespel           |
| EA Sports Active More Workouts                                                                                | 2009 | Electronic Arts                         | Simulatiespel           |
| EA Sports Active NFL Training Camp                                                                            | 2011 | EA Sports                               | Simulatiespel           |
| EA Sports Active Personal Trainer Wii: 6-Shuukan Shuuchuu Kishime Program                                     |      | EA Sports                               | Simulatiespel           |
| EA Sports Active: Personal Trainer Wii 30-Hi Seikatsu Kaizen Program                                          |      | EA Sports                               | Simulatiespel           |
| Earache Extreme Metal Racing                                                                                  | 2008 | Popcorn Arcade                          | Racespel                |
| Earth Seeker                                                                                                  | 2011 | Enterbrain                              | RPG                     |
| Eat! Fat! Fight! (ook wel Tsuppari Oozumou Wii Heya)                                                          | 2009 | Tecmo                                   | Sportspel               |
| Eco Shooter: Plant 530                                                                                        | 2009 | Nintendo                                | Actiespel               |
| Eduardo the Samurai Toaster                                                                                   | 2009 | Semnant Studios                         | Actiespel               |
| El Chavo | 2012 | Slang                                   | Partyspel               |
| Eldar Saga (ook wel Valhalla Knights: Eldar Saga)                                                             | 2009 | Xseed Games Marvelous Rising Star Games | RPG                     |
| Eledees (ook wel Elebits)                                                                                     | 2006 | Konami                                  | Actiespel               |
| Ellen Whitaker's Horse Life                                                                                   | 2008 | Deep Silver                             | Sportspel               |
| Emergency Heroes                                                                                              | 2008 | Ubisoft                                 | Racespel                |
| Emergency Mayhem                                                                                              | 2008 | Codemasters                             | Racespel                |
| Enclave: Shadows of Twilight                                                                                  | 2012 | Zuxxez                                  | Actiespel Avonturenspel |
| Endless Ocean (ook wel Forever Blue)                                                                          | 2007 | Nintendo                                | Avonturenspel           |
| Endless Ocean 2: Adventures of the Deep (ook wel Endless Ocean: Blue World of Forever Blue 2: Umi no Yobigoe) | 2009 | Nintendo                                | Avonturenspel           |
| Enjoy your massage!                                                                                           | 2010 | Microforum                              | Simulatiespel           |
| Ennichi no Tatsujin                                                                                           | 2006 | Bandai Namco Games                      | Muziekspel              |
| EQUILIBRIO (ook wel Katamuki Spirits)                                                                         | 2009 | DK Games Marvelous                      | Puzzelspel              |
| Escape from Bug Island                                                                                        | 2006 | Spike Eidos Interactive                 | Actiespel Avonturenspel |
| Escape The Museum                                                                                             | 2009 | Majesco Games                           | Puzzelspel              |
| escapeVektor: Chapter 1                                                                                       | 2011 | Nnooo                                   | Puzzelspel Actiespel    |
| Evasive Space (ook wel Kiken Kuuiki)                                                                          | 2009 | Yuke's Company of America Tryfirst      | Actiespel               |
| Everybody Votes                                                                                               | 2007 | Nintendo                                | Overige                 |
| Everyone Sing                                                                                                 | 2012 | O-Games                                 | Muziekspel              |
| Excite Mou-Machine                                                                                            | 2009 | Nintendo                                | Racespel                |
| Excite Truck                                                                                                  | 2006 | Nintendo                                | Racespel                |
| Excitebike: World Challenge (ook wel Excitebike: World Race of Excitebike: World Rally)                       | 2009 | Nintendo                                | Racespel                |
| Excitebots: Trick Racing (ook wel Excitebike: World Challenge)                                                | 2009 | Nintendo                                | Racespel                |
| Exerbeat | 2011 | Namco Bandai Games                      | Racespel                |
| Expeditie Robinson                                                                                            | 2009 | Mindscape                               | Actiespel Avonturenspel |
| Eyeshield 21: Field Saikyou no Senshi Tachi                                                                   | 2007 | Nintendo                                | Sportspel               |

## F
| Titel                                                                   | Jaar | Uitgever                      | Genre                   |
| ----------------------------------------------------------------------- | ---- | ----------------------------- | ----------------------- |
| F1 2009                                                                 | 2009 | Codemasters                   | Racespel                |
| FaceBreaker K.O. Party                                                  | 2008 |                               |                         |
| Family & Friends Party                                                  |      |                               |                         |
| Family Card Games (ook wel Okiraku Daifugou Wii)                        | 2009 | Arc System Works Aksys Games  | Simulatiespel           |
| Family Challenge Wii                                                    |      |                               |                         |
| Family Fest Presents Circus Games                                       | 2008 |                               |                         |
| Family Fest Presents Movie Games                                        | 2008 |                               |                         |
| Family Feud 2010 Edition                                                | 2009 |                               |                         |
| Family Feud 2012 Edition                                                | 2011 |                               |                         |
| Family Feud Decades                                                     | 2010 |                               |                         |
| Family Fishing                                                          |      |                               |                         |
| Family Fortunes                                                         | 2009 |                               |                         |
| Family Fun Football                                                     | 2009 | Tecmo                         |                         |
| Family Games: Pen & Paper Edition!                                      |      |                               |                         |
| Family Gameshow                                                         | 2009 | Zushi Games, Storm City Games |                         |
| Family Go-Kart Racing                                                   |      |                               |                         |
| Family Jockey                                                           | 2008 | Namco Bandai                  |                         |
| Family Mini Golf                                                        |      |                               | Sportspel               |
| Family Party: 30 Great Games                                            | 2008 | D3 Publisher                  |                         |
| Family Party: 30 Great Games Outdoor Fun                                | 2009 |                               |                         |
| Family Party: 30 Great Games Winter Fun                                 | 2010 |                               |                         |
| Family Party: 90 Great Games Party Pack                                 |      |                               |                         |
| Family Party: Fitness Fun                                               | 2010 |                               |                         |
| Family Party: Winter Fun                                                |      |                               |                         |
| Family Pirate Party                                                     |      |                               |                         |
| Family Quiz                                                             | 2010 |                               |                         |
| Family Ski                                                              |      | Namco Bandai                  | Sportspel               |
| Family Ski And Snowboard                                                |      | Namco Bandai                  | Sportspel               |
| Family Slot Car Racing                                                  |      |                               |                         |
| Family Table Tennis                                                     |      |                               |                         |
| Family Tennis                                                           |      |                               | Sportspel               |
| Family Trainer                                                          |      |                               | Sportspel               |
| Family Trainer 1 & 2                                                    |      |                               | Sportspel               |
| Family Trainer 2                                                        |      |                               | Sportspel               |
| Family Trainer: Double Challenge                                        |      |                               | Sportspel               |
| Family Trainer: Extreme Challenge                                       |      |                               | Sportspel               |
| Family Trainer: Magical Carnival                                        |      |                               | Sportspel               |
| Family Trainer: Treasure Adventure                                      |      |                               | Sportspel               |
| Fantasic Cube                                                           |      |                               |                         |
| Fantastic Football Fan Party                                            |      |                               |                         |
| Fantastic Four: Rise of the Silver Surfer                               | 2007 |                               |                         |
| Fantastic Tambourine                                                    |      |                               | Muziekspel              |
| Fantasy Aquarium World                                                  |      |                               | Simulatiespel           |
| Fantasy Slots: Adventure Slots and Games                                |      |                               |                         |
| Far Cry Vengeance                                                       | 2006 | Ubisoft                       | Actiespel               |
| Farmyard Party                                                          |      |                               |                         |
| FAST: Racing League                                                     |      |                               |                         |
| Fast Draw Showdown                                                      |      |                               |                         |
| Fast Food Panic                                                         | 2009 |                               |                         |
| Fatal Frame: Mask of the Lunar Eclipse                                  |      |                               | Horrorspel              |
| Fenimore Fillmore: The Westerner                                        |      |                               |                         |
| Ferrari Challenge                                                       | 2008 |                               | Racespel                |
| Ferrari: The Race Experience                                            | 2010 |                               | Racespel                |
| FIFA 08                                                                 | 2007 | Electronic Arts               | Sportspel               |
| FIFA 09                                                                 | 2008 | Electronic Arts               | Sportspel               |
| FIFA 10                                                                 | 2009 | Electronic Arts               | Sportspel               |
| FIFA 2010 World Cup                                                     | 2010 | Electronic Arts               | Sportspel               |
| Fifa 2010 South Africa                                                  |      |                               | Sportspel               |
| FIFA 11                                                                 | 2010 | Electronic Arts               | Sportspel               |
| FIFA 12                                                                 | 2011 | Electronic Arts               | Sportspel               |
| FIFA 13                                                                 | 2012 | Electronic Arts               | Sportspel               |
| FIFA 14                                                                 | 2013 | Electronic Arts               | Sportspel               |
| FIFA 15                                                                 | 2014 | Electronic Arts               | Sportspel               |
| Final Fantasy Crystal Chronicles: Echoes of Time                        | 2009 | Square Enix                   | RPG                     |
| Final Fantasy Crystal Chronicles: My Life as a Darklord                 |      |                               | RPG                     |
| Final Fantasy Crystal Chronicles: My Life As a King                     |      | Square Enix                   | RPG                     |
| Final Fantasy Crystal Chronicles: The Crystal Bearers                   | 2009 | Square Enix                   | RPG                     |
| Final Fantasy Fables: Chocobo's Dungeon                                 | 2007 |                               | RPG                     |
| Final Fantasy IV: The After Years                                       |      |                               | RPG                     |
| Final Furlong                                                           |      | Namco Bandai                  |                         |
| Fire Emblem: Akatsuki no Megami                                         |      |                               | RPG                     |
| Fire Emblem Goddess of Dawn                                             |      | Nintendo                      | RPG                     |
| Fire Emblem: Radiant Dawn                                               | 2007 | Nintendo                      | RPG                     |
| Fireplacing                                                             |      |                               |                         |
| Fish Eyes Challenge                                                     |      |                               | Sportspel Simulatiespel |
| Fish Eyes Wii                                                           |      |                               | Sportspel Simulatiespel |
| Fish Tank                                                               |      |                               | Simulatiespel           |
| Fish'em All!                                                            |      |                               | Sportspel Simulatiespel |
| Fishie Fishie                                                           |      |                               | Simulatiespel           |
| Fishing Master                                                          |      |                               | Sportspel Simulatiespel |
| Fishing Master World Tour                                               |      |                               | Sportspel Simulatiespel |
| Fishing Resort                                                          | 2011 |                               | Sportspel Simulatiespel |
| Fit & Fun                                                               | 2011 |                               | Sportspel               |
| Fit in Six                                                              |      |                               | Sportspel               |
| Fit in Six: Carada o Kitaeru 6-tsu no Youso                             |      |                               | Sportspel               |
| Fit Music                                                               | 2012 |                               |                         |
| Fitness Party                                                           |      |                               | Sportspel               |
| Fix It: Home Improvement Challenge                                      | 2010 |                               |                         |
| FlatOut                                                                 | 2010 |                               |                         |
| Flight Control                                                          |      |                               | Simulatiespel           |
| FlingSmash                                                              | 2010 | Nintendo                      |                         |
| Flip's Twisted World                                                    | 2010 |                               |                         |
| Flowerworks                                                             |      |                               |                         |
| Flowerworks: Follie's Adventure                                         |      |                               |                         |
| Fluidity                                                                |      |                               |                         |
| Food Network: Cook or Be Cooked                                         | 2009 |                               |                         |
| Football Up!                                                            |      |                               |                         |
| Fortune Street                                                          | 2011 |                               |                         |
| Fortune: Hoshi no Furisosogu Oka                                        |      |                               |                         |
| Fragile Dreams: Farewell Ruins of the Moon                              | 2009 |                               |                         |
| Fragile: Sayonara Tsuki no Haikyo                                       |      |                               |                         |
| Freddi Fish: Kelp Seed Mystery                                          | 2008 |                               |                         |
| Freddi Fish: The Case of the Missing Kelp Seeds                         |      |                               |                         |
| Free Running                                                            | 2009 | Graffiti Entertainment        |                         |
| Fritz Chess                                                             | 2009 | Deep Silver                   |                         |
| Frobot                                                                  |      |                               |                         |
| Frogger Returns                                                         |      |                               |                         |
| Frogger: Hyper Arcade Edition                                           |      |                               |                         |
| Full Blast Hitchhike                                                    |      |                               |                         |
| Fullmetal Alchemist: Daughter of the Dusk                               | 2009 | Square Enix                   |                         |
| Fullmetal Alchemist: Tasogare no Shoujo                                 | 2009 | Square Enix                   |                         |
| Fun Fair Party                                                          |      |                               |                         |
| Fun Park Party                                                          |      |                               |                         |
| Fun! Fun! Minigolf                                                      |      |                               |                         |
| Furry Legends                                                           |      |                               |                         |
| Furu Furu Park                                                          | 2007 |                               |                         |
| Fushigi no Dungeon - Furai no Shiren 3: Karakuri Yashiki no Nemuri Hime |      |                               |                         |
| Fussball Fan Party                                                      |      |                               |                         |

## G
| Titel                                              | Jaar | Uitgever                               | Genre         |
| -------------------------------------------------- | ---- | -------------------------------------- | ------------- |
| G1 Jockey Wii                                      | 2007 | Koei                                   |               |
| G1 Jockey Wii 2008                                 | 2008 | Koei                                   |               |
| Gabrielle's Ghostly Groove: Monster Mix            |      |                                        |               |
| Galileo Family Quiz                                |      |                                        |               |
| Galileo Mystery: The Crown of Midas                | 2009 |                                        |               |
| Gallop & Ride!                                     | 2008 | THQ                                    |               |
| Game Party                                         | 2007 | Midway Games                           |               |
| Game Party 2                                       | 2008 | Midway Games                           |               |
| Game Party 3                                       | 2009 | Midway Games                           |               |
| Game Show 2-Pack                                   |      |                                        |               |
| Game Soundstation                                  |      |                                        |               |
| Garfield Gets Real                                 | 2007 | Zoo Games                              | Actiespel     |
| Garfield Show: Threat of the Space Lasagna, The    | 2010 |                                        |               |
| Gegege no Kitarou: Youkai Daiundoukai              | 2007 | Bandai Namco                           |               |
| Gem Smashers                                       | 2011 | Crave Entertainment                    |               |
| Gene Labs                                          |      |                                        |               |
| Generator Rex: Agent of Providence                 | 2011 | Activision                             |               |
| Geometry Wars: Galaxies                            | 2007 | Sierra Entertainment                   |               |
| GEON                                               |      |                                        |               |
| GEON Cube                                          | 2009 |                                        |               |
| George of the Jungle                               |      |                                        |               |
| George of the Jungle and the Search for the Secret | 2008 | Crave Entertainment                    |               |
| Germany's Next Topmodel 2009                       | 2009 |                                        |               |
| Germany's Next Topmodel 2011                       | 2010 |                                        |               |
| Get Fit With Mel B                                 | 2011 |                                        |               |
| Get Up and Dance                                   | 2011 |                                        |               |
| Get Up Family Game Sports                          | 2011 |                                        |               |
| G-Force                                            |      |                                        |               |
| Ghost Mania                                        |      |                                        |               |
| Ghost Mansion Party                                |      |                                        |               |
| Ghost Squad                                        | 2007 | Sega                                   |               |
| Ghostbusters: The Video Game                       | 2009 | Atari                                  | Actiespel     |
| GhostSlayer                                        |      |                                        |               |
| G.I. Joe: The Rise of Cobra                        |      |                                        |               |
| Ginsei Table Games Wii                             |      |                                        |               |
| Gintama: Yorozuya Chuubu                           |      |                                        |               |
| Girlfriends Forever: Magic Skate                   |      |                                        |               |
| Girls Life Sleepover Party                         |      |                                        |               |
| Girls Life: Sleepover Party                        |      |                                        |               |
| Glacier 2                                          | 2009 | Zoo Games                              |               |
| Glacier 3 The Meltdown                             | 2010 | Zoo Games                              |               |
| Gnomz                                              |      |                                        |               |
| Go Play Circus Star                                |      |                                        |               |
| Go Play City Sports                                |      |                                        |               |
| Go Play Lumberjacks                                |      |                                        |               |
| Go Vacation                                        | 2011 | Namco Bandai                           | Sportspel     |
| Go West! A Lucky Luke Adventure                    | 2007 | Atari                                  |               |
| Go! Go! Minon                                      |      |                                        |               |
| Go, Diego, Go!: Great Dinosaur Rescue              | 2008 | 2K Play                                |               |
| Go, Diego, Go!: Safari Rescue                      | 2008 | 2K Play                                |               |
| The Godfather: Blackhand Edition                   | 2007 | Electronic Arts                        |               |
| Gods vs. Humans                                    |      |                                        |               |
| Godzilla: Unleashed                                | 2007 | Atari                                  | Vechtspel     |
| Gold's Gym: Cardio Workout                         | 2008 | Ubisoft                                | Sportspel     |
| Gold's Gym: Dance Workout                          | 2010 | Ubisoft                                | Sportspel     |
| Golden Balls                                       | 2008 | Mindscape                              |               |
| The Golden Compass                                 | 2007 | Sega                                   | Avonturenspel |
| GoldenEye 007                                      | 2010 | Activision                             | Actiespel     |
| Goo no Wakusei                                     |      |                                        |               |
| Goosebumps HorrorLand                              | 2008 |                                        |               |
| Gormiti: The Lords of Nature!                      | 2010 | Konami                                 |               |
| Gottlieb Pinball Classics                          |      |                                        |               |
| GP Classic Racing                                  |      |                                        |               |
| Gradius ReBirth                                    |      |                                        |               |
| Grand Slam Tennis                                  | 2009 | Electronic Arts                        | Sportspel     |
| Gravitronix                                        |      |                                        |               |
| Grease: The Official Video Game                    |      |                                        |               |
| Great Party Games                                  |      |                                        |               |
| Green Day: Rock Band                               | 2008 |                                        |               |
| Green Lantern: Rise of the Manhunters              |      |                                        |               |
| Greg Hastings Paintball 2                          |      |                                        |               |
| Gremlins Gizmo                                     |      |                                        |               |
| Grey's Anatomy: The Video Game                     | 2009 | Ubisoft                                |               |
| Grill-Off with Ultra Hand!                         |      |                                        |               |
| De Grimmige Avonturen van Billy en Mandy           |      |                                        |               |
| Groovin' Blocks                                    | 2009 | Zoo Games                              |               |
| GT Pro Series                                      | 2006 | Ubisoft                                | Racespel      |
| GTI Club Supermini Festa!                          | 2010 | Konami                                 | Racespel      |
| GTI Club World: City Race                          |      |                                        |               |
| Guilty Gear XX Accent Core                         | 2007 |                                        |               |
| Guilty Gear XX Accent Core Plus                    | 2009 |                                        |               |
| Guinness World Records: The Videogame              | 2008 | Warner Bros. Interactive Entertainment |               |
| Guitar Hero 5                                      | 2009 | Activision                             | Muziekspel    |
| Guitar Hero III & Guitar Hero Aerosmith Dual Pack  |      | Activision                             | Muziekspel    |
| Guitar Hero III: Legends of Rock                   | 2007 | Activision                             | Muziekspel    |
| Guitar Hero: Aerosmith                             | 2008 | Activision                             | Muziekspel    |
| Guitar Hero: Aerosmith on Tour                     |      | Activision                             | Muziekspel    |
| Guitar Hero: Greatest Hits                         |      | Activision                             | Muziekspel    |
| Guitar Hero: Metallica                             | 2009 | Activision                             | Muziekspel    |
| Guitar Hero: Smash hits                            | 2009 | Activision                             | Muziekspel    |
| Guitar Hero: Van Halen                             | 2009 | Activision                             | Muziekspel    |
| Guitar Hero: Warriors of Rock                      | 2010 | Activision                             | Muziekspel    |
| Guitar Hero: World Tour                            | 2008 | Activision                             | Muziekspel    |
| Gummy Bears Magical Medallion                      | 2011 | Storm City Games                       | Sportspel     |
| Gummy Bears Minigolf                               | 2010 | Storm City Games                       | Sportspel     |
| Gunblade NY & L.A. Machineguns Arcade Hits Pack    |      |                                        |               |

## H
| Titel | Jaar | Uitgever                                      | Genre                   |
| --- | ---- | --------------------------------------------- | ----------------------- |
| Hachi-One Diver Wii | 2009 | SilverStar                                    | Strategiespel           |
| Hagane no Renkinjutsushi: Fullmetal Alchemist - Akatsuki no Ouji                                                                   | 2009 | Square Enix                                   | Avonturenspel           |
| Hajiite! Block Crush | 2009 | Agenda                                        | Actiespel               |
| Hall of Fame: Ultimate Hoops Challenge                                                                                             | 2010 | Zoo Games                                     | Sportspel               |
| Hamster Heroes | 2008 | Popcorn Arcade                                | Actiespel               |
| Hanekomi Lucky Puzzle Wii Returns                                                                                                  | 2009 | Tryfirst                                      | Puzzelspel              |
| Haneru no Tobira | 2007 | Bandai Namco Games                            | Actiespel               |
| Haneru no Tobira Wii: Girigirissu                                                                                                  | 2007 | Bandai Namco Games                            | Actiespel               |
| Hannah Montana: The Movie | 2009 | Disney Interactive Studios                    | Actiespel               |
| Happy Dance Collection | 2008 | Bandai Namco Games                            | Muziekspel              |
| Happy Feet | 2006 | Midway Warner Bros. Interactive Entertainment | Avonturenspel           |
| Happy Feet Two: The Videogame | 2011 | Warner Bros. Interactive Entertainment        | Actiespel Avonturenspel |
| Happy Hammerin' | 2008 | Gamebridge Agenda                             | Partyspel               |
| Happy Holidays Halloween | 2009 | 505 Games                                     | Overige                 |
| Happy Holidays: Christmas | 2009 | 505 Games                                     | Overige                 |
| Happy Holidays: Halloween | 2009 | 505 Games                                     | Overige                 |
| Harapeko Aomushi no ABC | 2009 | CYBIRD                                        | Educatief spel          |
| The Hardy Boys: The Hidden Theft                                                                                                   | 2009 | The Adventure Company Dreamcatcher            | Avonturenspel           |
| Harley Pasternak's Hollywood Workout                                                                                               | 2012 | Majesco Games                                 | Sportspel               |
| Harley-Davidson: Road Trip | 2010 | Destineer                                     | Racespel                |
| Harry Potter en de Relieken van de Dood                                                                                            | 2010 | Electronic Arts                               | Actiespel Avonturenspel |
| Harry Potter en de Orde van de Feniks (ook wel Harry Potter and the Order of the Phoenix of Harry Potter to Fushichou no Kishidan) | 2007 | EA Games                                      | Actiespel Avonturenspel |
| Harry Potter en de Halfbloed Prins                                                                                                 | 2009 | EA Games Electronic Arts                      | Actiespel Avonturenspel |
| Harukanaru Toki no Naka de 4 | 2008 | Koei                                          | RPG                     |
| Harvest Moon: Animal Parade | 2008 | Marvelous Natsume Rising Star Games           | Strategiespel           |
| Harvest Moon: Magical Melody | 2008 | Rising Star Games Nintendo Natsume            | Strategiespel           |
| Harvest Moon: My Little Shop | 2009 | Marvelous Natsume                             | Strategiespel           |
| Harvest Moon: Tree of Tranquility                                                                                                  | 2007 | Marvelous Natsume Rising Star Games Nintendo  | Strategiespel           |
| Harvey Birdman: Attorney at Law | 2008 | Capcom                                        | Avonturenspel           |
| Hasbro Family Game Night | 2008 | Electronic Arts                               | Strategiespel           |
| Hasbro Family Game Night 1 & 2 Bundle                                                                                              | 2010 | Electronic Arts                               | Compilatiespel          |
| Hasbro Family Game Night 2 | 2009 | Electronic Arts                               | Strategiespel           |
| Hasbro Family Game Night 3 | 2010 | Electronic Arts                               | Compilatiespel          |
| Hasbro Family Game Night 4: The Game Show Edition                                                                                  | 2011 | Electronic Arts                               | Partyspel               |
| Hasbro Family Game Night Fun Pack                                                                                                  | 2011 | Electronic Arts                               | Compilatiespel          |
| Haunted House | 2010 | Atari Namco Bandai Games                      | Actiespel               |
| HB Arcade Cards | 2009 | HB Studios Multimedia                         | Simulatiespel           |
| HB Arcade Disc Golf | 2010 | HB Studios Multimedia                         | Sportspel               |
| Heathcliff: The Fast and the Furriest                                                                                              | 2010 | Storm City Games                              | Racespel                |
| Heatseeker | 2007 | Codemasters                                   | Simulatiespel           |
| Heavy Fire: Afghanistan | 2011 | Mastiff                                       | Actiespel               |
| Heavy Fire: Black Arms | 2011 | Teyon                                         | Actiespel               |
| Heavy Fire: Special Operations | 2010 | Teyon                                         | Actiespel               |
| Helix | 2008 | Ghostfire Games                               | Muziekspel              |
| Hell's Kitchen | 2008 | Ubisoft                                       | Simulatiespel           |
| Hello Kitty Seasons | 2010 | Zoo Games Namco Bandai Games                  | Avonturenspel           |
| Help Wanted: 50 Wacky Jobs! (ook wel Hataraku Hito of Job Island: Hard Working People)                                             | 2008 | Hudson Soft                                   | Simulatiespel           |
| Heracles Chariot Racing | 2009 | Neko Entertainment                            | Racespel                |
| Heron: Steam Machine | 2009 | Triangle Studios                              | Actiespel Puzzelspel    |
| Hidden Mysteries: Titanic | 2009 | Activision Value                              | Puzzelspel              |
| High School Musical 3: Senior Year DANCE!                                                                                          | 2008 | Disney Interactive Studios                    | Muziekspel              |
| High School Musical DANCE! | 2008 | Disney Interactive Studios                    | Muziekspel              |
| High School Musical: Sing It! | 2007 | Disney Interactive Studios                    | Puzzelspel              |
| High Voltage Hot Rod Show | 2009 | High Voltage Hot Rod Show                     | Racespel                |
| The Hip Hop Dance Experience | 2012 | Ubisoft                                       | Muziekspel              |
| Hirameki Card Battle: Mekuruca | 2009 | Tom Create                                    | Strategiespel           |
| The History Channel: Battle for the Pacific                                                                                        | 2007 | Activision                                    | Actiespel               |
| Hockey Allstar Shootout | 2008 | Big Blue Bubble                               | Sportspel               |
| Hollywood Squares | 2010 | Ubisoft                                       | Simulatiespel           |
| Home Sweet Home | 2008 | Big Blue Bubble                               | Puzzelspel              |
| Honda ATV Fever | 2010 | CokeM Interactive                             | Racespel                |
| Hooked! Again: Real Motion Fishing                                                                                                 | 2009 | Aksys Games                                   | Sportspel               |
| Hooked! Real Motion Fishing | 2007 | Aksys Games                                   | Sportspel               |
| HoopWorld: BasketBrawl (ook wel HoopWorld)                                                                                         | 2010 | Virtual Toys                                  | Sportspel               |
| Horizon Riders | 2007 | Activision                                    | Actiespel               |
| Horrible Histories: Ruthless Romans                                                                                                | 2009 | Slitherine Graffiti Entertainment             | Avonturenspel           |
| Horrid Henry (ook wel Horrid Henry: Missions of Mischief)                                                                          | 2010 | SouthPeak Games                               | Avonturenspel           |
| Horse Life Adventures | 2010 | Valcon Games                                  | Simulatiespel           |
| Hot Wheels: Battle Force 5 | 2009 | Activision                                    | Racespel                |
| Hot Wheels: Beat That! | 2007 | Activision                                    | Racespel                |
| Hot Wheels: Track Attack | 2010 | THQ                                           | Racespel                |
| Hotel for Dogs | 2009 | 505 Games                                     | Simulatiespel           |
| The House of the Dead 2 & 3 Return                                                                                                 | 2008 | Sega                                          | Compilatiespel          |
| The House of the Dead: Overkill | 2009 | Sega                                          | Actiespel               |
| How to Train Your Dragon | 2010 | Activision                                    | Actiespel               |
| How to Train Your Dragon 2 | 2014 | Little Orbit                                  | Actiespel Avonturenspel |
| Hubert the Teddy Bear: Winter Games                                                                                                | 2010 | Teyon                                         | Sportspel               |
| Hugo: Magic In The Troll Woods | 2009 | Rough Trade                                   | Actiespel Platformspel  |
| Hula Wii: Hula de Hajimeru - Bi to Kenkou!                                                                                         | 2008 | MileStone                                     | Actiespel               |
| Hula Wii: Motto Jouzu no Fura o Odorou!!                                                                                           | 2009 | MileStone                                     | Sportspel               |
| Hyper Fighters | 2011 | Zoo Games Funbox Media                        | Actiespel               |
| Hysteria Hospital: Emergency Ward                                                                                                  | 2009 | O-Games Oxygen Interactive                    | Actiespel               |

## I
| Titel                                                               | Jaar | Uitgever                               | Genre                    |
| ------------------------------------------------------------------- | ---- | -------------------------------------- | ------------------------ |
| Icarian: Kindred Spirits (ook wel NyxQuest: Kindred Spirits)        | 2009 | Over the Top Games                     | Actiespel, Platformspel  |
| iCarly 2: iJoin The Click                                           | 2010 | Activision                             | Overige                  |
| Ice Age 2: The Meltdown                                             | 2006 | Vivendi Games                          | Actiespel, Platformspel  |
| Ice Age 3: Dawn of the Dinosaurs                                    | 2009 | Activision                             | Actiespel                |
| Ice Age 4: Continental Drift - Arctic Games                         | 2012 | Activision                             | Actiespel, Platformspel  |
| Igor the Game                                                       | 2008 | Deep Silver                            | Actiespel                |
| Ikenie no Yoru                                                      | 2011 | Marvelous Entertainment                | Actiespel, Avonturenspel |
| I Love Horses: Rider's Paradise                                     | 2011 | Destineer                              | Sportspel                |
| Imabikisou: Kaimei Hen                                              | 2008 | Sega                                   | Actiespel, Avonturenspel |
| Imagine Champion Rider (ook wel Petz: Horse Club)                   | 2008 | Ubisoft                                | Sportspel                |
| Imagine Fashion Idol                                                | 2009 | Ubisoft                                | Simulatiespel            |
| Imagine Fashion Party                                               | 2009 | Ubisoft                                | Simulatiespel            |
| Imagine Party Babyz                                                 | 2008 | Ubisoft                                | Educatief spel           |
| I'm A Celebrity... Get Me Out of Here!                              | 2009 | Mindscape                              | Simulatiespel            |
| Impossible Mission                                                  | 2007 | System 3                               | Actiespel, Platformspel  |
| Inazuma Eleven Go: Strikers 2013                                    | 2012 | Level5                                 | Sportspel                |
| Inazuma Eleven Strikers                                             | 2011 | Nintendo Level 5                       | Sportspel                |
| Inazuma Eleven Strikers 2012 Xtreme                                 | 2011 | Level 5                                | Sportspel                |
| Incoming!                                                           | 2009 | JV Games Inc.                          | Simulatiespel            |
| The Incredible Hulk                                                 | 2008 | Sega                                   | Actiespel                |
| The Incredible Maze                                                 | 2008 | Digital Leisure Inc.                   | Actiespel, Puzzelspel    |
| In de Ban van de Ring: Aragorns Avontuur                            | 2010 | Warner Bros. Interactive Entertainment | Actiespel, Avonturenspel |
| Indiana Jones and the Staff of Kings                                | 2009 | LucasArts Activision                   | Actiespel                |
| Indianapolis 500 Legends                                            | 2007 | Destineer                              | Racespel                 |
| Inkub                                                               | 2010 | Cosmonaut Games                        | Strategiespel            |
| International Athletics                                             | 2009 | Ghostlight                             | Sportspel                |
| Internet Channel                                                    | 2006 | Nintendo                               | Overige                  |
| Iron Chef America: Supreme Cuisine                                  | 2008 | Destineer                              | Simulatiespel            |
| Iron man                                                            | 2008 | Sega                                   | Actiespel                |
| Iron Man 2                                                          | 2010 | Sega                                   | Actiespel                |
| The Island of Dr. Frankenstein                                      | 2009 | Storm City Games                       | Avonturenspel            |
| Isometric & Karate Exercise: Wii de Kotsuban Fitness                | 2009 | IE Institute                           | Sportspel                |
| I Spy: Spooky Mansion                                               | 2010 | Scholastic                             | Puzzelspel               |
| Issho ni Asobu! Dream Theme Park                                    | 2011 | Bandai Namco Games                     | Strategiespel            |
| It's My Birthday                                                    | 2009 | 2K Play                                | Partyspel                |
| It's My Circus! (ook wel Ringling Bros. and Barnum & Bailey Circus) | 2009 | 2K Games                               | Actiespel                |
| Ivy the Kiwi?                                                       | 2010 | Rising Star Games                      | Actiespel, Platformspel  |
| Ivy the Kiwi? Mini                                                  | 2010 | Bandai Namco Games                     | Actiespel                |

## J
| Titel                                                                       | Jaar | Uitgever                              | Genre                    |
| --------------------------------------------------------------------------- | ---- | ------------------------------------- | ------------------------ |
| Jakers! Let's Explore                                                       | 2009 | Graffiti Entertainment                | Avonturenspel            |
| Jam City Rollergirls                                                        | 2011 | Frozen Codebase                       | Sportspel                |
| Jambo! Safari: Animal Rescue                                                | 2009 | Sega                                  | Racespel                 |
| Jambo! Safari: Ranger Adventure                                             | 2009 | Sega                                  | Racespel                 |
| James Bond: GoldenEye 007                                                   | 2010 | Activision                            | Actiespel                |
| James Bond: Quantum of Solace                                               | 2008 | Activision                            | Actiespel                |
| James Cameron's Avatar: The Game                                            | 2009 | Ubisoft                               | Actiespel                |
| Janken Party Paradise                                                       | 2010 | Studio Zan                            | Puzzelspel               |
| Jawa                                                                        | 2008 | Spike                                 | Actiespel                |
| Jaws: Ultimate Predator                                                     | 2011 | Majesco                               | Actiespel                |
| Jeep Thrills                                                                | 2008 | DSI Games                             | Racespel                 |
| Jelly Belly: Ballistic Beans                                                | 2009 | Zoo Games                             | Puzzelspel               |
| JellyCar 2                                                                  | 2011 | Disney Interactive Studios            | Racespel                 |
| Jenga World Tour                                                            | 2007 | Atari SA                              | Puzzelspel               |
| Jeopardy!                                                                   | 2010 | THQ                                   | Overige                  |
| Jerry Rice & Nitus' Dog Football                                            | 2011 | Tommo                                 | Sportspel                |
| Jett Rocket                                                                 | 2010 | Shin'en                               | Avonturenspel            |
| Jewel Keepers: Easter Island                                                | 2011 | Nordcurrent                           | Puzzelspel               |
| Jewel Master: Cradle of Rome                                                | 2009 | Destineer                             | Puzzelspel               |
| Jewel Quest Trilogy                                                         | 2011 | GameMill Publishing                   | Compilatiespel           |
| Jigsaw Puzzle                                                               | 2007 | Hudson Soft                           | Puzzelspel               |
| Jikkyou Powerful Major League 2009                                          | 2009 | Konami                                | Sportspel                |
| Jikkyou Powerful Pro Yakyuu 15                                              | 2008 | Konami                                | Sportspel                |
| Jillian Michaels' Fitness Ultimatum 2009                                    | 2008 | Majesco                               | Sportspel                |
| Jillian Michaels Fitness Ultimatum 2010                                     | 2009 | Majesco                               | Sportspel                |
| Jillian Michaels Fitness Ultimatum 2011                                     | 2010 | D3Publisher                           | Sportspel                |
| Jimmie Johnson's Anything With an Engine                                    | 2011 | Konami                                | Racespel                 |
| Jinrori Action! Taikou Kenshi - Karakuri Shiro no Nazo                      | 2009 | Perpetuum Co.Ltd                      | Actiespel                |
| Jinsei Game                                                                 | 2009 | Hudson Soft                           | Overige                  |
| Jinsei Game Wii                                                             | 2008 | Takara Tomy                           | Overige                  |
| Jinsei Game: Happy Step                                                     | 2010 | Takara Tomy                           | Overige                  |
| Jinsei Game: Happy Family                                                   | 2010 | Takara Tomy                           | Overige                  |
| Jissen Pachi-Slot Pachinko Hisshouhou! Sammy's Collection Hokuto no Ken Wii | 2007 | Sega                                  | Overige                  |
| Job Island: Hard Working People (ook wel Help Wanted: 50 Wacky Jobs)        | 2008 | Hudson Soft                           | Simulatiespel            |
| The Judo                                                                    | 2009 | D3Publisher                           | Sportspel                |
| JumpStart: Escape From Adventure Island                                     | 2009 | Knowledge Adventure                   | Educatief spel           |
| JumpStart Get Moving: Family Fitness featuring Brooke Burke Sports Edition  | 2010 | Knowledge Adventure Inc.              | Sportspel                |
| JumpStart: Pet Rescue                                                       | 2009 | Knowledge Adventure Inc.              | Educatief spel           |
| Jumper: Griffin's Story                                                     | 2008 | Eidos Interactive Brash Entertainment | Actiespel                |
| Jungle Kartz                                                                | 2011 | Nordic Games Publishing               | Racespel                 |
| Jungle Speed                                                                | 2009 | Playful Entertainment                 | Actiespel                |
| Junior Fitness Trainer                                                      | 2010 | Avanquest Software                    | Sportspel                |
| Junior League Sports                                                        | 2010 | XS Games Funbox Media                 | Sportspel                |
| Ju-on: The Grudge                                                           | 2009 | Rising Star Games                     | Actiespel, Avonturenspel |
| Jurassic: The Hunted                                                        | 2009 | Activision                            | Actiespel                |
| Just Dance                                                                  | 2009 | Ubisoft                               | Muziekspel               |
| Just Dance 2                                                                | 2010 | Ubisoft                               | Muziekspel               |
| Just Dance 2: Extra Songs                                                   | 2011 | Ubisoft                               | Muziekspel               |
| Just Dance 3                                                                | 2011 | Ubisoft                               | Muziekspel               |
| Just Dance 4                                                                | 2012 | Ubisoft                               | Muziekspel               |
| Just Dance 2014                                                             | 2013 | Ubisoft                               | Muziekspel               |
| Just Dance 2015                                                             | 2014 | Ubisoft                               | Muziekspel               |
| Just Dance 2016                                                             | 2015 | Ubisoft                               | Muziekspel               |
| Just Dance 2017                                                             | 2016 | Ubisoft                               | Muziekspel               |
| Just Dance Kids                                                             | 2010 | Ubisoft                               | Muziekspel               |
| Just Dance Kids 2                                                           | 2011 | Ubisoft                               | Muziekspel               |
| Just Dance Kids 2014                                                        | 2014 | Ubisoft                               | Muziekspel               |
| Just Dance Wii                                                              | 2011 | Ubisoft                               | Muziekspel               |
| Just Dance Wii 2                                                            | 2012 | Ubisoft                               | Muziekspel               |
| Just Dance: Best of                                                         | 2012 | Ubisoft                               | Muziekspel               |
| Just Dance: Disney Party                                                    | 2012 | Ubisoft                               | Muziekspel               |
| Just Dance: Greatest Hits                                                   | 2012 | Ubisoft                               | Muziekspel               |
| Just Dance: Summer Party                                                    | 2011 | Ubisoft                               | Muziekspel               |
| Just Jam                                                                    | 2011 | Big John Games                        | Muziekspel               |

## K
| Titel                                                          | Jaar | Uitgever                | Genre                   |
| -------------------------------------------------------------- | ---- | ----------------------- | ----------------------- |
| K-Pop Dance Festival                                           | 2013 | Skonec Entertainment    | Muziekspel              |
| Kage no Tou                                                    |      |                         |                         |
| Kaku! Ugoku! Tsukamaeru! Sensei Wii                            |      |                         |                         |
| Kamen Rider Climax Heroes Fourze                               | 2011 | Namco Bandai            |                         |
| Kamen Rider Climax Heroes OOO                                  | 2010 | Namco Bandai            |                         |
| Kamen Rider Dragon Knight                                      | 2009 | Namco Bandai            |                         |
| Kamen Rider: Chou Climax Heroes                                |      |                         |                         |
| Kamen Rider: Climax Heroes W                                   | 2009 | Namco Bandai            |                         |
| Kanken Minna de Waiwai Kanji Nou                               |      |                         |                         |
| Kappa-kun to Asobou: Kappa-kun to 3 Biki no Neko               |      |                         |                         |
| Kappa-kun to Asobou: Kappa-kun to Mori no Nakamatachi          |      |                         |                         |
| Kappa-kun to Asobou: Kappa-kun to Ota no Shimikai              |      |                         |                         |
| Karaoke Joysound                                               |      |                         |                         |
| Karaoke Joysound Wii                                           | 2008 | Hudson Soft Konami      |                         |
| Karaoke Joysound Wii DX                                        | 2009 | Hudson Soft             |                         |
| Karaoke Joysound Wii Super DX: Hitori de Minna de Utai Houdai! |      |                         |                         |
| Karaoke Joysound Wii: Duet Kyokuhen                            |      |                         |                         |
| Karaoke Joysound Wii: Enka Kayoukyoku Hen                      |      |                         |                         |
| Karaoke Revolution                                             | 2012 | Konami                  | Muziekspel              |
| Karaoke Revolution Glee                                        | 2010 | Konami                  | Muziekspel              |
| Karaoke Revolution Glee: Volume 2                              | 2010 | Konami                  | Muziekspel              |
| Karaoke Revolution Glee: Volume 3                              | 2012 | Konami                  | Muziekspel              |
| Karaoke Revolution Presents: American Idol Encore              | 2008 | Konami                  | Muziekspel              |
| Karaoke Revolution Presents: American Idol Encore 2            | 2008 | Konami                  | Muziekspel              |
| Karate Phants: Gloves of Glory                                 |      |                         |                         |
| Kart Racer                                                     | 2012 | Nordic Games            | Racespel                |
| Kaseki Monster: Spectrobes                                     |      |                         |                         |
| Katachi no Game: Marubou Shikaku                               |      |                         |                         |
| Katekyoo Hitman Reborn! Dream Hyper Battle! Wii                |      |                         |                         |
| Katekyoo Hitman Reborn! Kindan no Yami no Delta                |      |                         |                         |
| Kawasaki Jet Ski                                               | 2008 | Data Design Interactive | Sportspel Racespel      |
| Kawasaki Quad Bikes                                            | 2007 | Popcorn Arcade          | Sportspel Racespel      |
| Kawasaki Snowmobiles                                           | 2008 | Data Design Interactive | Sportspel Racespel      |
| Kaze no Klonoa: Door to Phantomile                             |      |                         |                         |
| Keito no Kirby                                                 |      |                         |                         |
| Kekkaishi                                                      |      |                         |                         |
| Kekkaishi: Kokubourou no Kage                                  | 2007 | Namco Bandai            |                         |
| Kentei! TV Wii                                                 |      |                         |                         |
| Kentoushi FuriFuri Boxing                                      |      |                         |                         |
| Kevin Van Dam's Big Bass Challenge                             | 2010 | Zoo Games               | Sportspel               |
| Kid Adventures: Sky Captain                                    | 2010 | D3 Publisher            |                         |
| Kid Fit Island Resort                                          | 2010 | Red Wagon Games         |                         |
| Kidou Senshi Gundam: MS Sensen 0079                            |      |                         |                         |
| Kidz Bop Dance Party! The Video Game                           | 2010 | D3 Publisher            | Muziekspel              |
| Kidz Sports Basketball                                         | 2008 | Data Design Interactive | Sportspel               |
| Kidz Sports Crazy Golf                                         | 2008 | Data Design Interactive | Sportspel               |
| Kidz Sports Ice Hockey                                         | 2008 | Data Design Interactive | Sportspel               |
| Kidz Sports International Footbal                              | 2008 | Data Design Interactive | Sportspel               |
| Kiki Trick                                                     | 2012 | Nintendo                |                         |
| Killing Day                                                    |      |                         |                         |
| Kimi to Boku to Rittai.                                        |      |                         |                         |
| King of Clubs                                                  | 2008 | Oxygen games            |                         |
| The King of Fighters Collection: The Orochi Saga               | 2008 | SNK Playmore            | Vechtspel               |
| King of Pool                                                   | 2009 | Nordcurrent             | Sportspel               |
| Kirby's Dream Collection: Special Edition                      | 2012 | Nintendo                | Platformspel            |
| Kirby's Epic Yarn                                              | 2010 | Nintendo                | Platformspel            |
| Kirby's Return To Dream Land                                   | 2011 | Nintendo                | Platformspel            |
| Klonoa                                                         | 2008 | Namco Bandai            | Platformspel            |
| Knockout Party                                                 | 2009 | Ubisoft                 |                         |
| Kodomo Kyouiku Telebi Wii: Aiue-Oumuzu                         |      |                         |                         |
| Kodomo Kyouiku TV Wii: Aiue-O-Chan                             |      |                         |                         |
| Krabbel's Grote Avontuur                                       | 2011 | Nintendo                | Tekenspel Avonturenspel |
| The Kore Gang                                                  | 2011 | Pixonauts               |                         |
| Kororinpa                                                      | 2006 | Hudson Soft             | Actiespel               |
| Kororinpa 2: Anthony to Kiniro Himawari no Tane                |      |                         |                         |
| Kotoba no Puzzle Mojipittan Wii                                |      |                         |                         |
| Kotoba no Puzzle: Mojipittan Wii Deluxe                        |      |                         |                         |
| Kumanage Battle-Hen: Kiina no Kirai na Aoi Hoseki              |      |                         |                         |
| Kumanage Puzzle-Hen: Piina no Suki na Akai Candy               |      |                         |                         |
| Kung Fu Funk: Everybody is Kung Fu Fighting!                   |      |                         |                         |
| Kung Fu Panda                                                  | 2008 | Activision              | Vechtspel               |
| Kung Fu Panda 2                                                | 2011 | THQ                     | Vechtspel               |
| Kung Fu Panda Legendary Warriors                               | 2008 | Activision              | Vechtspel               |
| Kurohige Kiki Ippatsu Wii                                      |      |                         |                         |
| Kylie: Sing & Dance                                            | 2012 | Koch Media              | Muziekspel              |
| Kyotokei                                                       |      |                         |                         |

## L
| Titel                                            | Jaar | Uitgever                               | Genre                                                                 |
| ------------------------------------------------ | ---- | -------------------------------------- | --------------------------------------------------------------------- |
| La-Mulana                                        |      | EnjoyUp Games, Nicalis                 |                                                                       |
| The Last Airbender                               | 2010 | THQ                                    |                                                                       |
| The Last Bounty Hunter                           |      | Digital Leisure                        |                                                                       |
| The Last Story                                   | 2011 | Lapland Studio                         |                                                                       |
| Lead the Meerkats                                |      |                                        |                                                                       |
| Learning With the PooYoos: Episode 1             |      |                                        |                                                                       |
| Learning With the PooYoos: Episode 2             |      |                                        |                                                                       |
| Learning With the PooYoos: Episode 3             |      |                                        |                                                                       |
| Legend of Sayuki                                 |      |                                        |                                                                       |
| The Legend of Spyro: Dawn of the Dragon          | 2008 | Activision                             | Actiespel                                                             |
| The Legend of Spyro: The Eternal Night           | 2007 | Universal Interactive                  | Actiespel                                                             |
| Legend of the Dragon                             | 2007 | TGF                                    |                                                                       |
| Legend of the Guardians: The Owls of Ga'Hoole    | 2010 | Warner Bros. Interactive Entertainment |                                                                       |
| The Legend of Zelda: Twilight Princess           | 2006 | Nintendo                               | Computerrollenspel                                                    |
| The Legend of Zelda: Skyward Sword               | 2011 | Nintendo                               | Computerrollenspel                                                    |
| LEGO 3-Pack Wii Bundle                           |      |                                        |                                                                       |
| LEGO Batman: The Videogame                       | 2008 | Warner Bros. Interactive Entertainment | Actiespel                                                             |
| LEGO Batman 2: DC Super Heroes                   | 2012 | Warner Bros. Interactive Entertainment | Actiespel                                                             |
| LEGO Harry Potter: Jaren 1-4                     | 2010 | Warner Bros. Interactive Entertainment | Actiespel                                                             |
| LEGO Harry Potter: Jaren 5-7                     | 2010 | Warner Bros. Interactive Entertainment | Actiespel                                                             |
| LEGO Indiana Jones: The Original Adventures      | 2008 | LucasArts                              | Actiespel                                                             |
| LEGO Indiana Jones 2: The Adventure Continues    | 2009 | LucasArts                              | Actiespel                                                             |
| LEGO The Lord of the Rings                       | 2012 | Warner Bros. Interactive Entertainment | Actiespel                                                             |
| LEGO Pirates of the Caribbean: The Video Game    | 2011 | Disney Interactive Studios             | Actiespel                                                             |
| LEGO Rock Band                                   | 2009 | Warner Bros. Interactive Entertainment |                                                                       |
| LEGO Star Wars: The Complete Saga                | 2007 | LucasArts                              | Actiespel                                                             |
| LEGO Star Wars III The Clone Wars                | 2011 | LucasArts                              | Actiespel                                                             |
| Let's Catch                                      |      |                                        |                                                                       |
| Let's Create! Pottery                            |      |                                        |                                                                       |
| Let's Dance with Mel B                           | 2012 | Black Bean Games                       | Muziekspel                                                            |
| Let's Go By Train                                |      | Taito                                  |                                                                       |
| Let's Paint                                      | 2010 | Zoo Games                              |                                                                       |
| Let's Party                                      | 2009 | Konami                                 |                                                                       |
| Let's Play Ballerina                             | 2010 | Deep Silver                            |                                                                       |
| Let's Play Garden                                | 2010 | Deep Silver                            |                                                                       |
| Let's Sing                                       | 2012 | Deep Silver                            | Muziekspel                                                            |
| Let's Sing 2014                                  | 2013 | Deep Silver                            | Muziekspel                                                            |
| Let's Sing 2015                                  | 2014 | Deep Silver                            | Muziekspel                                                            |
| Let's Sing 2016                                  | 2015 | Deep Silver                            | Muziekspel                                                            |
| Let's Sing 2017                                  | 2016 | Deep Silver                            | Muziekspel                                                            |
| Let's Sing 2018                                  | 2017 | Deep Silver                            | Muziekspel                                                            |
| Let's Sing 2019                                  | 2018 | Deep Silver                            | Muziekspel                                                            |
| Let's TAP                                        | 2008 | Sega                                   |                                                                       |
| Let's Zenryoku Hitchhike!!!!!!!                  |      |                                        |                                                                       |
| Lewis to Mirai Dorobou                           |      |                                        |                                                                       |
| Liight                                           |      |                                        |                                                                       |
| Lilt line                                        |      |                                        |                                                                       |
| Line Attack Heroes                               |      |                                        |                                                                       |
| Line Rider: Freestyle                            |      | Deep Silver                            |                                                                       |
| Line Rider 2: Unbound                            | 2008 | Genius Products                        |                                                                       |
| Line Rider: Freestyle                            |      |                                        |                                                                       |
| Link's Crossbow Training                         | 2007 | Nintendo                               |                                                                       |
| LIT                                              |      |                                        |                                                                       |
| Little King's Story                              | 2009 | Rising Star Games                      | Computerrollenspel (RPG) Real-time strategy (RTS) Levenssimulatiespel |
| Little League World Series Baseball 2008         | 2008 | Activision                             | Sportspel                                                             |
| Little League World Series Baseball 2009         | 2009 | Activision                             | Sportspel                                                             |
| Little League World Series Baseball: Double Play |      |                                        |                                                                       |
| Little Tournament Over Yonder                    |      |                                        |                                                                       |
| Littlest Pet Shop                                | 2008 | Electronic Arts                        |                                                                       |
| Littlest Pet Shop: Friends                       | 2009 | Electronic Arts                        |                                                                       |
| London Taxi: Rush Hour                           | 2008 | Popcorn Arcade                         |                                                                       |
| Lonpos                                           |      |                                        |                                                                       |
| Looney Tunes: Acme Arsenal                       | 2007 | Red Tribe Warner Bros. Interactive     |                                                                       |
| The Lord of the Rings: Aragorn's Quest           | 2010 | Warner Bros. Interactive               | Action-adventure                                                      |
| Lost in Blue: Shipwrecked                        | 2008 | Konami                                 | Avonturenspel                                                         |
| Lost in Shadow                                   | 2010 | Mindscape                              | Avonturenspel                                                         |
| LostWinds                                        |      |                                        |                                                                       |
| LostWinds: Winter of the Melodias                |      |                                        |                                                                       |
| Love is... in Bloom: The Flower Shop Garden      |      |                                        |                                                                       |
| Lucky Luke Go West                               | 2007 | Atari                                  | Avonturenspel                                                         |
| Luxor 3                                          | 2008 | MumboJumbo                             |                                                                       |
| Luxor: Pharaoh no Chousen                        |      |                                        |                                                                       |
| Luxor: Pharaoh's challenge                       |      | MumboJumbo                             |                                                                       |

## M
| Titel                                                              | Jaar | Uitgever                                                         | Genre                  |
| ------------------------------------------------------------------ | ---- | ---------------------------------------------------------------- | ---------------------- |
| M&M's Adventure                                                    | 2008 | Zoo Games                                                        |                        |
| M&M's Beach Party                                                  | 2009 | Zoo Games                                                        |                        |
| M&M's Kart Racing                                                  | 2007 | Zoo Games                                                        |                        |
| Maboshi's Arcade                                                   |      |                                                                  |                        |
| MaBoShi: The Three Shape Arcade                                    |      |                                                                  |                        |
| Machi e Ikouyo: Doubutsu no Mori                                   |      |                                                                  |                        |
| Mad Dog McCree: Gunslinger Pack                                    | 2009 | Majesco Entertainment                                            |                        |
| Madagascar 2: The Crate Escape                                     |      | Activision                                                       |                        |
| Madagascar 3: Europe's Most Wanted                                 |      |                                                                  |                        |
| Madagascar 3: The Video Game                                       | 2012 | D3 Publisher                                                     |                        |
| Madden NFL 07                                                      | 2006 | Electronic Arts                                                  | Sportspel              |
| Madden NFL 08                                                      | 2007 | Electronic Arts                                                  |                        |
| Madden NFL 09 All-Play                                             | 2008 | Electronic Arts                                                  | Sportspel              |
| Madden NFL 10                                                      | 2009 | Electronic Arts                                                  | Sportspel              |
| Madden NFL 11                                                      | 2010 | Electronic Arts                                                  | Sportspel              |
| Madden NFL 12                                                      | 2011 | Electronic Arts                                                  | Sportspel              |
| Madden NFL 13                                                      | 2012 | Electronic Arts                                                  | Sportspel              |
| Made in Wario                                                      |      |                                                                  |                        |
| MadSecta                                                           |      |                                                                  |                        |
| MadStone                                                           |      |                                                                  |                        |
| MadWorld                                                           | 2009 | Sega                                                             |                        |
| Magic Destiny                                                      |      |                                                                  |                        |
| Magic Destiny: Astrological Games                                  |      |                                                                  |                        |
| The Magic Obelisk                                                  |      |                                                                  |                        |
| The Magic Roundabout                                               |      |                                                                  |                        |
| Magnetica Twist                                                    |      |                                                                  |                        |
| Magnetis                                                           | 2009 | Yullaby                                                          | Puzzelspel             |
| Mahjong                                                            |      |                                                                  |                        |
| Mahjong Kakutou Club Wii: Wi-Fi Taiou                              |      |                                                                  |                        |
| Mahjong Taikai Wii                                                 |      |                                                                  |                        |
| The Mahjong                                                        |      |                                                                  |                        |
| Mahou Sensei Negima!? Neo-Pactio Fight!!                           |      |                                                                  |                        |
| Major Dream: Major Wii Nagero! Gyroball!!                          |      |                                                                  |                        |
| Major Dream: Major Wii Perfect Closer                              |      |                                                                  |                        |
| Major League Baseball 2K8                                          | 2008 |                                                                  |                        |
| Major League Baseball 2K9                                          | 2009 |                                                                  |                        |
| Major League Baseball 2K10                                         | 2010 |                                                                  |                        |
| Major League Baseball 2K11                                         | 2011 |                                                                  |                        |
| Major League Baseball 2K12                                         | 2012 |                                                                  |                        |
| Major League Eating                                                |      |                                                                  |                        |
| Major League Eating: The Game                                      |      |                                                                  |                        |
| Major Minor's Majestic March                                       |      |                                                                  |                        |
| Mama's 2-Pack                                                      |      |                                                                  |                        |
| Man vs. Wild with Bear Grylls                                      | 2011 | Crave Entertainment                                              |                        |
| Manhunt 2                                                          | 2007 | Rockstar Games                                                   |                        |
| Manic Monkey Mayhem                                                |      |                                                                  |                        |
| Marble Saga: Kororinpa                                             |      | Hudson Soft                                                      |                        |
| Mario & Sonic op de Olympische Spelen                              | 2007 | Sega                                                             | Sportspel              |
| Mario & Sonic op de Olympische Winterspelen                        | 2009 | Sega                                                             | Sportspel              |
| Mario Kart Wii                                                     | 2008 | Nintendo                                                         | Racespel               |
| Mario Party 8                                                      | 2007 | Nintendo                                                         | Partyspel              |
| Mario Party 9                                                      | 2012 | Nintendo                                                         | Partyspel              |
| Mario Power Soccer                                                 |      |                                                                  |                        |
| Mario Power Tennis                                                 | 2009 | Nintendo                                                         | Sportspel              |
| Mario Sports Mix                                                   | 2010 | Nintendo                                                         | Sportspel              |
| Mario Strikers Charged Football                                    | 2007 | Nintendo                                                         | Sportspel              |
| Mario Super Sluggers                                               | 2008 | Nintendo                                                         |                        |
| Mario Tennis GC                                                    |      |                                                                  | Sportspel              |
| Mart Racer                                                         |      |                                                                  | Racespel               |
| Martian Panic                                                      | 2010 | Zoo Games                                                        |                        |
| Marvel Super Hero Squad                                            | 2009 | THQ                                                              |                        |
| Marvel Super Hero Squad: Comic Combat                              | 2011 | THQ                                                              |                        |
| Marvel Super Hero Squad: The Infinity Gauntlet                     | 2010 | THQ                                                              |                        |
| Marvel Super Heroes 3D: Grandmaster's Challenge                    | 2011 | Bigben Interactive                                               |                        |
| Marvel: Ultimate Alliance                                          | 2006 | Activision                                                       | Actierollenspel        |
| Marvel: Ultimate Alliance 2                                        | 2009 | Activision                                                       | Actierollenspel        |
| Mary King's Riding School 2                                        | 2009 | Midas Interactive Entertainment                                  |                        |
| Mathews Bowhunting                                                 | 2010 | Zoo Games                                                        |                        |
| Max & the Magic Marker                                             | 2011 |                                                                  |                        |
| Maximum Racing: Crash Car Racer                                    | 2010 | Nordic Games                                                     |                        |
| Maximum Racing: Drag & Stock Racer                                 | 2010 | Nordic Games                                                     |                        |
| Maximum Racing: GP Classic Racing                                  | 2010 | Nordic Games                                                     |                        |
| Maximum Racing: Rally Racer                                        | 2010 | Nordic Games                                                     |                        |
| Maximum Racing: Sprint Cars                                        | 2011 | Nordic Games                                                     |                        |
| Maximum Racing: Super Karts                                        | 2011 | Nordic Games                                                     |                        |
| Maximum Racing: Super Truck Racer                                  | 2010 | Nordic Games                                                     |                        |
| MDK2                                                               |      |                                                                  |                        |
| Mebius Drive                                                       |      |                                                                  |                        |
| Medal of Honor: Airborne                                           | 2007 | Electronic Arts                                                  | First-person shooter   |
| Medal of Honor Heroes 2                                            | 2007 | Electronic Arts                                                  |                        |
| Medal of Honor: Vanguard                                           | 2007 | Electronic Arts                                                  |                        |
| Medieval Games                                                     | 2009 | Vir2L Studios                                                    |                        |
| Meet the Robinsons                                                 |      |                                                                  |                        |
| Mega Man 9                                                         | 2008 | Capcom                                                           | Platformspel Actiespel |
| Mega Man 10                                                        |      |                                                                  |                        |
| Megamind: Mega Team Unite                                          |      |                                                                  |                        |
| Mein neues Leben: Abenteuer auf Tropicana                          |      |                                                                  |                        |
| Meitantei Conan: Tsuioku no Mirage                                 |      |                                                                  |                        |
| Meja-Maji March                                                    |      |                                                                  |                        |
| Men in Black: Alien Crisis                                         |      |                                                                  |                        |
| Mensa Academy                                                      |      |                                                                  |                        |
| Mercury Meltdown Revolution                                        |      | Ignition Entertainment                                           |                        |
| Merv Griffin's Crosswords                                          | 2008 | THQ                                                              |                        |
| Metal Fight Beyblade: Gachinko Stadium                             |      |                                                                  |                        |
| Metal Slug Anthology                                               | 2006 | SNK Playmore                                                     | Actiespel              |
| Metal Slug Complete                                                |      |                                                                  |                        |
| Metroid Prime                                                      | 2009 | Nintendo                                                         | Actiespel Metroidvania |
| Metroid Prime 2: Dark Echoes                                       | 2009 | Nintendo                                                         | Actiespel Metroidvania |
| Metroid Prime 2: Echoes                                            |      | Nintendo                                                         | Actiespel Metroidvania |
| Metroid Prime 3: Corruption                                        | 2007 | Retro Studios                                                    | Actiespel Metroidvania |
| Metroid Prime Trilogy                                              | 2009 | Nintendo                                                         | Actiespel Metroidvania |
| Metroid: Other M                                                   | 2010 | Nintendo                                                         | Actiespel Metroidvania |
| Mezase! Tsuri Master: Sekai ni Challenge! Hen                      |      |                                                                  |                        |
| Mezase!! Tsuri Master                                              |      |                                                                  |                        |
| Miburi & Teburi                                                    |      |                                                                  |                        |
| Michael Jackson The Experience                                     | 2010 | Ubisoft                                                          |                        |
| Midnight Bowling                                                   |      |                                                                  |                        |
| Midnight Pool                                                      |      |                                                                  |                        |
| Miffy's World                                                      |      |                                                                  |                        |
| Milestone Shooting Collection 2                                    | 2010 | Milestone                                                        |                        |
| Milestone Shooting Collection: Karous Wii                          |      |                                                                  |                        |
| Military Madness: Nectaris                                         |      |                                                                  |                        |
| Millennium Series Championship Paintball 2009                      |      |                                                                  |                        |
| Mind. Body. Soul.: Nutrition Matters                               |      |                                                                  |                        |
| Mini Desktop Racing                                                | 2007 | Data Design Interactive                                          | Racespel               |
| Mini Golf Resort                                                   | 2010 | Tivola                                                           |                        |
| Mini Ninjas                                                        | 2009 | Eidos Interactive                                                |                        |
| MiniCopter: Adventure Flight                                       | 2007 | 505 Games                                                        |                        |
| Minna de Asobou! Koinu Dekururin                                   |      |                                                                  |                        |
| Minna de Asobou! Namco Carnival                                    |      |                                                                  |                        |
| The Minna de Bass Tsuri Taikai                                     |      |                                                                  |                        |
| Minna de Bouken! Family Trainer                                    |      |                                                                  |                        |
| The Minna de Kart Race                                             |      |                                                                  |                        |
| Minna de Puzzloop                                                  |      |                                                                  |                        |
| Minna de Taisen Puzzle: Shanghai Wii                               |      |                                                                  |                        |
| Minna de Tobikome! Penguin Diving FuPaRuPa                         |      |                                                                  |                        |
| Minna ga Shuyaku no NHK Kouhaku Quiz Gassen                        |      |                                                                  |                        |
| Minna no Joushiki Ryoku TV                                         |      |                                                                  |                        |
| Minna no Pokémon Bokujou                                           |      |                                                                  |                        |
| Minna no Rhythm Tengoku                                            |      |                                                                  |                        |
| Minna no Theater Wii                                               |      |                                                                  |                        |
| Minon: Everyday Hero                                               |      |                                                                  |                        |
| Minute to Win It                                                   | 2010 | Zoo Games                                                        | Puzzelspel             |
| The Misshitsukara no Dasshutsu                                     |      |                                                                  |                        |
| Mister Bumblebee Racing Champion                                   |      |                                                                  |                        |
| Mix Superstar                                                      |      |                                                                  |                        |
| MLB Power Pros                                                     | 2007 |                                                                  |                        |
| MLB Power Pros 2008                                                | 2008 |                                                                  |                        |
| MLB Superstars                                                     | 2008 | 2K Sports                                                        |                        |
| Mobile Suit Gundam: MS Sensen 0079                                 | 2007 | Bandai Namco                                                     |                        |
| Moki Moki                                                          |      |                                                                  |                        |
| Momotarou Dentetsu 16                                              |      |                                                                  |                        |
| Momotarou Dentetsu 2010: Sengoku Ishin no Hero Daishuugou! no Maki |      |                                                                  |                        |
| Momu-chan Diet Wii: Figurobics by Chon Dayon                       |      |                                                                  |                        |
| The Monkey King: The Legend Begins                                 | 2007 | UFO Interactive Games                                            |                        |
| Monkey Mischief: Party Time                                        | 2008 |                                                                  |                        |
| Monochrome Racing                                                  |      |                                                                  |                        |
| Monopoly                                                           | 2008 | Hasbro                                                           |                        |
| Monopoly Collection                                                |      |                                                                  |                        |
| Monopoly Streets                                                   |      |                                                                  |                        |
| Monsteca Corral: Monsters vs. Robots                               |      |                                                                  |                        |
| Monster 4x4: Stunt Racer                                           | 2009 | Ubisoft                                                          |                        |
| Monster 4x4: World Circuit                                         | 2006 | Ubisoft                                                          |                        |
| Monster High Ghoul Spirit                                          | 2011 | THQ                                                              |                        |
| Monster High Skultimate Roller Maze                                | 2012 | Little Orbit                                                     |                        |
| Monster High: 13 Wishes                                            | 2013 | Little Orbit                                                     |                        |
| Monster Hunter 3                                                   |      |                                                                  |                        |
| Monster Hunter G                                                   | 2009 | Capcom                                                           |                        |
| Monster Hunter: Tri                                                | 2009 | Nintendo                                                         |                        |
| Monster Jam                                                        | 2007 | Activision                                                       |                        |
| Monster Jam: Path of Destruction                                   |      |                                                                  |                        |
| Monster Jam: Urban Assault                                         |      |                                                                  |                        |
| Monster Lab                                                        |      |                                                                  |                        |
| Monster Mayhem: Build and Battle                                   |      |                                                                  |                        |
| Monster Pals                                                       |      |                                                                  |                        |
| Monster Trucks Mayhem                                              |      |                                                                  |                        |
| Monster Trucks: Ultra Mega Xtreme!!!                               |      |                                                                  |                        |
| Monster Trux: Arenas                                               |      |                                                                  |                        |
| Monster Trux: Offroad                                              |      |                                                                  |                        |
| Monsters vs. Aliens                                                |      |                                                                  |                        |
| Moorhuhn: Das verbotene Schloss                                    |      |                                                                  |                        |
| More Game Party                                                    |      |                                                                  |                        |
| Mortal Kombat: Armageddon                                          | 2007 | Midway                                                           | Vechtspel              |
| Mortimer Beckett and the Secrets of Spooky Manor                   |      |                                                                  |                        |
| MotoGP                                                             |      |                                                                  |                        |
| MotoGP 08                                                          | 2008 | Capcom                                                           |                        |
| MotoHeroz                                                          |      |                                                                  |                        |
| Mountain Sports                                                    |      |                                                                  |                        |
| Mouse House                                                        |      |                                                                  |                        |
| Movie Studios Party                                                |      |                                                                  |                        |
| Mr Bean's Wacky World of Wii                                       |      |                                                                  |                        |
| Mr. D Goes to Town                                                 |      | Mastiff                                                          |                        |
| Mr. Driller W                                                      |      |                                                                  |                        |
| Mr. Driller World                                                  |      |                                                                  |                        |
| The Mummy: Tomb of the Dragon Emperor                              |      |                                                                  |                        |
| The Munchables (ook wel Tabemon)                                   |      |                                                                  |                        |
| Muramasa: The Demon Blade (ook wel Oboro Muramasa)                 | 2009 | Marvelous Entertainment Ignition Entertainment Rising Star Games | Actiespel RPG          |
| Muscle Koushinkyoku                                                |      |                                                                  |                        |
| Muscle March                                                       |      |                                                                  |                        |
| Mushroom Men: The Spore Wars                                       |      |                                                                  |                        |
| Musiic Party: Rock the House                                       |      |                                                                  |                        |
| MX vs ATV: Untamed                                                 | 2008 | THQ                                                              |                        |
| My Animal Centre                                                   | 2009 |                                                                  |                        |
| My Aquarium                                                        |      |                                                                  |                        |
| My Aquarium 2                                                      |      |                                                                  |                        |
| My Baby 2                                                          |      |                                                                  |                        |
| My Baby First Steps                                                | 2009 | Nobilis                                                          |                        |
| My Ballet Studio                                                   | 2009 | 505 Games                                                        |                        |
| My Body Coach                                                      | 2009 | Bigben Interactive                                               |                        |
| My Body Coach 2                                                    | 2011 | Bigben Interactive                                               |                        |
| My Dolphin                                                         |      |                                                                  |                        |
| My Fireplace                                                       |      |                                                                  |                        |
| My First Songs                                                     |      |                                                                  |                        |
| My Fitness Coach                                                   |      |                                                                  |                        |
| My Fitness Coach 2: Exercise & Nutrition                           |      |                                                                  |                        |
| My Fitness Coach Club                                              |      |                                                                  |                        |
| My Fitness Coach: Cardio Workout                                   |      |                                                                  |                        |
| My Fitness Coach: Dance Workout                                    |      |                                                                  |                        |
| My French Coach                                                    |      |                                                                  |                        |
| My Horse & Me                                                      | 2007 | Atari                                                            | Simulatiespel          |
| My Horse & Me 2                                                    | 2008 | Atari                                                            | Simulatiespel          |
| My Horse & Me: Riding for Gold                                     | 2008 | Atari                                                            | Simulatiespel          |
| My Little Baby                                                     |      |                                                                  |                        |
| My Pet Hotel                                                       |      |                                                                  |                        |
| My Planetarium                                                     |      |                                                                  |                        |
| My Pokémon Ranch                                                   | 2008 | Nintendo                                                         | Simulatiespel          |
| My Spanish Coach                                                   |      |                                                                  |                        |
| My Starry Night                                                    |      |                                                                  |                        |
| MySims                                                             | 2007 | Electronic Arts                                                  | Simulatiespel          |
| MySims Agents                                                      | 2009 | Electronic Arts                                                  | Simulatiespel          |
| MySims Collection                                                  |      |                                                                  |                        |
| MySims Kingdom                                                     | 2008 | Electronic Arts                                                  | Simulatiespel          |
| MySims Party                                                       | 2009 | Electronic Arts                                                  | Simulatiespel          |
| MySims Racing                                                      | 2009 | Electronic Arts                                                  | Simulatiespel          |
| MySims SkyHeroes                                                   | 2010 | Electronic Arts                                                  | Simulatiespel          |
| My Vet Practice                                                    |      |                                                                  |                        |
| My Word Coach                                                      |      |                                                                  |                        |
| My Zoo                                                             |      |                                                                  |                        |
| Mystery Case Files: The Malgrave Incident                          |      |                                                                  |                        |
| The Mystery of Whiterock Castle                                    |      |                                                                  |                        |
| Myth Makers: Orbs of Doom                                          | 2007 |                                                                  |                        |
| Myth Makers: Super Kart GP                                         | 2007 |                                                                  |                        |
| Myth Makers: Trixie in Toyland                                     | 2008 |                                                                  |                        |

## N
| Titel                                                                          | Jaar | Uitgever                | Genre              |
| ------------------------------------------------------------------------------ | ---- | ----------------------- | ------------------ |
| The Naked Brothers Band: The Videogame                                         | 2008 | THQ                     |                    |
| Namco Museum Megamix                                                           | 2010 | Namco Bandai            | Compilatiespel     |
| Namco Museum Remix                                                             | 2007 | Namco Bandai            | Compilatiespel     |
| Nancy Drew: The White Wolf of Icicle Creek                                     | 2008 | Sega                    |                    |
| Narnia Kuni Monogatari Dai-2-Shou: Caspian Ouji no Tsunobue                    |      |                         |                    |
| Naruto Shippuden Gekitou Ninja Taisen EX2                                      | 2007 | Tomy                    |                    |
| Naruto Shippuden Gekitou Ninja Taisen EX3                                      | 2008 | Tomy                    |                    |
| Naruto Shippuden: Dragon Blade Chronicles                                      |      |                         |                    |
| Naruto Shippuden: Gekitou Ninja Taisen EX                                      |      |                         |                    |
| Naruto Shippuden: Gekitou Ninja Taisen Special                                 |      |                         |                    |
| Naruto: Clash of Ninja Revolution                                              | 2007 | Tomy                    |                    |
| Naruto: Clash of Ninja Revolution 2                                            | 2008 | Tomy                    |                    |
| Naruto: Clash of Ninja Revolution 3                                            | 2009 | Tomy                    |                    |
| NASCAR 07                                                                      |      |                         |                    |
| NASCAR 2011: The Game                                                          | 2011 | Activision              | Racespel           |
| NASCAR Kart Racing                                                             | 2009 | Electronic Arts         | Racespel           |
| NASCAR The Game: Inside Line                                                   | 2012 | Activision              | Racespel           |
| NASCAR Unleashed                                                               | 2012 | Activision              | Racespel           |
| Nat Geo Challenge! Wild Life                                                   | 2010 | D3 Publisher            |                    |
| Nat Geo Quiz! Wild Life                                                        | 2010 | D3 Publisher            |                    |
| National Geographic Challenge!                                                 | 2011 | Namco Bandai            |                    |
| NBA 2K10                                                                       | 2009 | 2K Sports               | Sportspel          |
| NBA 2K11                                                                       | 2010 | 2K Sports               | Sportspel          |
| NBA 2K12                                                                       | 2011 | 2K Sports               | Sportspel          |
| NBA 2K13                                                                       | 2012 | 2K Sports               | Sportspel          |
| NBA Jam                                                                        | 2010 | Electronic Arts         | Sportspel          |
| NBA Live 08                                                                    | 2007 | Electronic Arts         | Sportspel          |
| NBA Live 09                                                                    | 2008 | Electronic Arts         | Sportspel          |
| NCAA Football 07                                                               |      |                         |                    |
| NCAA Football 09 All-Play                                                      |      |                         |                    |
| NCIS                                                                           |      |                         |                    |
| Necro-Nesia                                                                    |      |                         |                    |
| Nectaris                                                                       |      |                         |                    |
| Need for Speed: Carbon                                                         | 2006 | Electronic Arts         | Racespel           |
| Need for Speed: Hot Pursuit                                                    | 2010 | Electronic Arts         | Racespel           |
| Need for Speed: Nitro                                                          | 2009 | Electronic Arts         | Racespel           |
| Need for Speed: Pro Street                                                     | 2007 | Electronic Arts         | Racespel           |
| Need for Speed: The Run                                                        | 2011 | Electronic Arts         | Racespel           |
| Need for Speed: Undercover                                                     | 2008 | Electronic Arts         | Racespel           |
| Neighborhood Games                                                             | 2009 | THQ                     |                    |
| Neopets Puzzle Adventure                                                       | 2008 | Capcom                  |                    |
| Nerf N-Strike                                                                  | 2008 | Electronic Arts         |                    |
| Nerf N-Strike Double Blast Bundle                                              |      |                         |                    |
| Nerf N-Strike Elite                                                            | 2009 | Electronic Arts         |                    |
| NEVES Plus                                                                     |      |                         |                    |
| NEVES Plus: Pantheon of Tangrams                                               |      |                         |                    |
| New Carnival Games                                                             | 2010 | Take 2 Interactive      |                    |
| New Play Control! Donkey Kong Jungle Beat                                      |      | Nintendo                | Actiespel          |
| New Play Control! Mario Power Tennis                                           |      | Nintendo                | Sportspel          |
| New Play Control! Pikmin                                                       | 2008 | Nintendo                | Real-time strategy |
| New Play Control! Pikmin 2                                                     |      | Nintendo                | Real-time strategy |
| New Super Mario Bros. Wii                                                      | 2009 | Nintendo                | Platformspel       |
| Newton vs. the Horde                                                           |      |                         |                    |
| NewU Fitness First Mind Body, Yoga & Pilates Workout                           |      |                         |                    |
| NewU Fitness First Personal Trainer                                            |      |                         |                    |
| NHL 2K9                                                                        | 2008 | 2K Sports               | Sportspel          |
| NHL 2K10                                                                       | 2009 | Take-Two Interactive    | Sportspel          |
| NHL 2K11                                                                       | 2010 | Take-Two Interactive    | Sportspel          |
| NHL Slapshot                                                                   | 2010 | Electronic Arts         | Sportspel          |
| Ni Hao, Kai-Lan: Super Game Day                                                | 2009 | Take-Two Interactive    |                    |
| Nickelodeon Dance                                                              | 2011 | Take-Two Interactive    | Muziekspel         |
| Nickelodeon Dance 2                                                            | 2012 | Take-Two Interactive    | Muziekspel         |
| Nickelodeon Fit                                                                | 2010 | Take-Two Interactive    |                    |
| Nicktoons MLB                                                                  | 2011 | Take-Two Interactive    |                    |
| Nicktoons: Attack of the Toybots                                               | 2007 | THQ                     |                    |
| Night at the Museum 2 (ook wel Night at the Museum: Battle of the Smithsonian) | 2009 | Majesco Entertainment   |                    |
| Nights: Journey of Dreams                                                      | 2007 | Sega                    | Avonturenspel      |
| Nihon Yakyuu Kikou Shounin: Batting Revolution                                 |      |                         |                    |
| Niki: Rock 'n' Ball                                                            |      |                         |                    |
| Ninja Captains                                                                 | 2009 | Nordcurrent             |                    |
| Ninja Reflex                                                                   | 2008 | Electronic Arts         |                    |
| Ninjabread Man                                                                 | 2007 | Data Design Interactive |                    |
| Nintendo Pennant Chase Baseball                                                |      |                         |                    |
| Nitrobike                                                                      | 2008 | Ubisoft                 | Sportspel          |
| No More Heroes                                                                 | 2007 | Rising Star Games       |                    |
| No More Heroes 2: Desperate Struggle                                           | 2010 | Rising Star Games       |                    |
| Nobunaga no Yabou: Kakushin with Power-Up Kit                                  |      |                         |                    |
| Nodame Cantabile: Dream Orchestra                                              | 2007 | Namco Bandai            |                    |
| North American Hunting Extravaganza                                            | 2008 | Nordic Games Publishing |                    |
| North American Hunting Extravaganza 2                                          | 2011 | Nordic Games Publishing |                    |
| North American Hunting Extravaganza and Sega Bass Fishing Bundle               |      |                         |                    |
| Now! That's What I Call Music: Dance & Sing                                    | 2011 | Tuby Games              |                    |
| NPPL Championship Paintball 2009                                               | 2008 | Activision              |                    |

## O
| Titel                                                                | Jaar | Uitgever                                                                          | Genre                   |
| -------------------------------------------------------------------- | ---- | --------------------------------------------------------------------------------- | ----------------------- |
| Obscure II (ook wel Obscure: The Aftermath)                          | 2008 | Ignition Entertainment Playlogic                                                  | Actiespel Avonturenspel |
| Ocean Commander                                                      | 2009 | Valcon Games Cyber Planet                                                         | Actiespel               |
| Octomania (ook wel Sharuui * Takoron)                                | 2007 | Compile Heart Conspiracy Entertainment CyberFront Midas Interactive Entertainment | Puzzelspel              |
| Oekaki Logic                                                         | 2008 | G-mode                                                                            | Puzzelspel              |
| Off Road (ook wel Ford Racing: Off Road)                             | 2008 | Xplosiv Empire Interactive                                                        | Racespel                |
| Offroad Extreme! Special Edition (ook wel Offroad Extreme)           | 2007 | Popcorn Arcade Data Design Interactive Conspiracy Entertainment                   | Racespel                |
| Offshore Tycoon                                                      | 2009 | Valcon Games                                                                      | Strategiespel           |
| Okami                                                                | 2008 | Capcom                                                                            | Actiespel Avonturenspel |
| Okiraku Air Hockey Wii (ook wel Family Glide Hockey)                 | 2008 | Arc System Works Aksys Games                                                      | Overige                 |
| Once Upon a Time                                                     | 2010 | Storm City Games                                                                  | Educatief spel          |
| One Piece: Unlimited Adventure                                       | 2007 | Namco Bandai                                                                      | Actiespel               |
| One Piece: Unlimited Cruise 1: The Treasure Beneath the Waves        | 2008 | Namco Bandai Games                                                                | Actiespel               |
| One Piece: Unlimited Cruise 2: Awakening of a Hero                   | 2009 | Namco Bandai Games                                                                | Actiespel               |
| One Piece: Unlimited Cruise Double Pack                              | 2010 | Namco Bandai Games                                                                | Compilatiespel          |
| Onechanbara: Bikini Zombie Slayers (ook wel Oneechanbara Revolution) | 2008 | D3Publisher                                                                       | Actiespel               |
| Onslaught                                                            | 2009 | Hudson                                                                            | Actiespel               |
| Ookami                                                               | 2008 | Capcom                                                                            | Actiespel Avonturenspel |
| Oops! (ook wel Oops! Prank Party)                                    | 2010 | Hudson Entertainment                                                              | Partyspel               |
| Open Season                                                          | 2006 | Ubisoft                                                                           | Actiespel Platformspel  |
| Opoona                                                               | 2007 | Koei                                                                              | RPG                     |
| Order Up!                                                            | 2008 | Zoo Games QVS International Zoo Digital Publishing                                | Overige                 |
| Order!                                                               | 2008 | Poisoft                                                                           | Strategiespel           |
| Oregon Trail                                                         | 2011 | Crave                                                                             | Simulatiespel           |
| Osouji Sentai Clean Keeper                                           | 2008 | Idea Factory                                                                      | Avonturenspel           |
| Osu! Exercise Dojo                                                   | 2010 | IE Institute                                                                      | Overige                 |
| Othello                                                              | 2009 | Arc System Works                                                                  | Strategiespel           |
| Ouchide Infinite Puchi Puchi Wii                                     | 2008 | Bandai Namco Games                                                                | Puzzelspel              |
| Ougon no Kizuna                                                      | 2009 | Jaleco Entertainment                                                              | RPG                     |
| Our House: Party!                                                    | 2009 | Majesco Games                                                                     | Strategiespel           |
| Out of Galaxy: Gin no Corsica                                        | 2009 | SunSoft                                                                           | Actiespel               |
| Outdoor Action Double Pack                                           | 2010 | Mastiff                                                                           | Overige                 |
| Overflow                                                             | 2011 | Digital Leisure                                                                   | Puzzelspel              |
| Overlord: Dark Legend                                                | 2009 | Codemasters                                                                       | Actiespel Avonturenspel |
| Overturn: Mecha Wars (ook wel Overturn)                              | 2008 | Studio Zan Gamebridge                                                             | Actiespel               |
| Oyako de Asobo: Miffy no Omocha Bako                                 | 2010 | Square Enix                                                                       | Educatief spel          |

## P
| Titel                                                       | Jaar | Uitgever                   | Genre              |
| ----------------------------------------------------------- | ---- | -------------------------- | ------------------ |
| Pac-Man Party                                               | 2010 | Namco Bandai               |                    |
| Pacific Liberator                                           | 2009 | Zoo Games                  |                    |
| Paint Splash                                                |      |                            |                    |
| Pajama Sam in Don't Fear the Dark                           | 2008 | Majesco Entertainment      |                    |
| Pajama Sam: No Need to Hide When Its Dark Outside           |      |                            |                    |
| Pallurikio                                                  |      |                            |                    |
| Pandora no Tou: Kimi no Moto e Kaerumade                    |      |                            |                    |
| Pandora's Tower                                             | 2011 | Nintendo                   |                    |
| Pangya! Golf with Style                                     |      |                            |                    |
| Paper Wars: Cannon Fodder                                   |      |                            |                    |
| Party Fun Pirate                                            |      |                            |                    |
| Party Game Box 100                                          | 2010 | Hudson Soft                |                    |
| The Party Game                                              |      |                            |                    |
| Party Pigs: FarmYard Games                                  | 2009 | Destineer                  |                    |
| Paws & Claws Pet Resort                                     | 2009 | THQ                        |                    |
| Paws & Claws Pet Vet                                        | 2009 | THQ                        |                    |
| PDC World Championship Darts 2008                           | 2008 | Oxygen Games               |                    |
| PDC World Championship Darts 2009                           | 2009 | Oxygen Games               |                    |
| PDC World Championship Darts: Pro Tour                      | 2010 | Oxygen Games               |                    |
| peakvox: escape virus                                       |      |                            |                    |
| Pearl Harbor Trilogy - 1941: Red Sun Rising                 |      |                            |                    |
| Penguin Seikatsu                                            |      |                            |                    |
| Penguins & Friends: Hey! That's My Fish!                    |      |                            |                    |
| Penguins of Madagascar: Dr. Blowhole Returns                |      |                            |                    |
| Penguins of Madagascar: Dr. Blowhole Returns - Again        |      |                            |                    |
| Penny Racers Party: Turbo Q Speedway                        |      |                            |                    |
| Peppa Pig: Fun and Games                                    | 2010 | P2 Games                   |                    |
| Peppa Pig: The Game                                         | 2009 | Ubisoft                    |                    |
| Pet Pals: Animal Doctor                                     | 2008 | Majesco Entertainment      |                    |
| Petanque Master                                             | 2010 | Bigben Entertainment       |                    |
| Petz Monkey Madness                                         |      |                            |                    |
| Petz Rescue: Wildlife Vet                                   |      |                            |                    |
| Petz Sports: Dog Playground                                 |      |                            |                    |
| Petz: Crazy Monkeyz                                         | 2008 | Ubisoft                    |                    |
| Petz: Horsez 2                                              | 2007 | Ubisoft                    |                    |
| Petz: Monkey Madness                                        |      |                            |                    |
| Phalanx                                                     |      |                            |                    |
| Phantom Brave Wii                                           |      |                            |                    |
| Phantom Brave: We Meet Again                                |      |                            |                    |
| Pheasants Forever Wingshooter                               | 2010 | Game Mill Entertainment    |                    |
| Phineas and Ferb: Across the 2nd Dimension                  | 2011 | Disney Interactive Studios |                    |
| Phineas and Ferb: Quest for Cool Stuff                      | 2013 | 505 Games                  |                    |
| Phoenix Wright: Ace Attorney                                | 2009 | Capcom                     | Avonturenspel      |
| Phoenix Wright: Ace Attorney: Justice for All               | 2010 | Capcom                     | Avonturenspel      |
| Phoenix Wright: Ace Attorney: Trials & Tribulations         | 2007 | Capcom                     | Avonturenspel      |
| Physiofun: Pelvic Floor Training                            |      |                            |                    |
| Pictionary                                                  | 2010 | THQ                        |                    |
| Picture Book Games: Pop-Up Pursuit                          |      |                            |                    |
| Picturebook Games: A Pop-Up Adventure                       |      |                            |                    |
| Pikmin                                                      | 2008 | Nintendo                   |                    |
| Pikmin 2                                                    | 2009 | Nintendo                   |                    |
| Pimp My Ride                                                | 2008 | Activision                 |                    |
| Pinball Hall of Fame: The Gottlieb Collection               | 2006 | System 3                   |                    |
| Pinball Hall of Fame: The Williams Collection               | 2008 | System 3                   |                    |
| Pinocchio's Puzzle                                          |      |                            |                    |
| Pippa Funnell: Ranch Rescue                                 |      |                            |                    |
| Pirate Blast                                                | 2011 | Zoo Games                  |                    |
| Pirates of the Caribbean: At World's End                    | 2007 | Disney Interactive Studios |                    |
| Pirates PlundArrr                                           | 2010 | Majesco Entertainment      |                    |
| Pirates vs Ninjas Dodgeball                                 | 2009 | Gamecock                   |                    |
| Pirates: Hunt for Blackbeard's Booty                        |      |                            |                    |
| Pirates: The Key of Dreams                                  |      |                            |                    |
| Pit Crew Panic!                                             |      |                            |                    |
| Pitfall: The Big Adventure                                  | 2008 | Activision                 |                    |
| Pizza Delivery Boy                                          | 2010 | Majesco                    |                    |
| Planet 51                                                   | 2009 | Sega                       |                    |
| Planet Fish                                                 |      |                            |                    |
| Planet Pachinko                                             |      |                            |                    |
| Planet Rescue: Wildlife Vet                                 |      |                            |                    |
| Planetarium                                                 |      |                            |                    |
| Plattchen: Twist 'n' Paint                                  |      |                            |                    |
| Play with Birds                                             |      |                            |                    |
| Playground: Kouen de Asobou!                                |      |                            |                    |
| Playmobil Circus                                            | 2009 | DreamCatcher Interactive   |                    |
| Po-Ka-Zu Wii                                                |      |                            |                    |
| Pocoyo Racing                                               |      |                            |                    |
| Pokémon Battle Revolution                                   | 2007 | Nintendo                   | Computerrollenspel |
| Pokémon Ranch                                               | 2008 | Nintendo                   | Simulatiespel      |
| Pokemon Fushigi no Dungeon: Ikuzo! Arashi no Boukendan      |      |                            |                    |
| Pokemon Fushigi no Dungeon: Mezase! Hikari no Boukendan     |      |                            |                    |
| Pokemon Fushigi no Dungeon: Susume! Honoo no Boukendan      |      |                            |                    |
| Pokemon Rumble                                              |      |                            |                    |
| PokePark 2: Beyond the World                                |      |                            |                    |
| PokePark 2: Wonders Beyond                                  | 2011 | Nintendo                   |                    |
| PokePark Wii: Pikachu's Adventure                           | 2009 | Nintendo                   |                    |
| Pokosuka Racing                                             |      |                            |                    |
| Pong Toss Pro: Frat Party Games                             |      |                            |                    |
| Pong Toss: Frat Party Games                                 |      |                            |                    |
| Ponjan Wii                                                  |      |                            |                    |
| Pony Friends 2                                              | 2009 | Eidos Interactive          |                    |
| Pool Hall Pro                                               |      |                            |                    |
| Pool Party                                                  |      |                            |                    |
| Pop                                                         |      |                            |                    |
| Pop 'Em Drop 'Em Samegame                                   |      |                            |                    |
| Pop Them, Drop Them SameGame                                |      |                            |                    |
| Pop!                                                        |      |                            |                    |
| Pop'n Music                                                 | 2009 | Konami                     |                    |
| Pop'n Rhythm                                                |      |                            |                    |
| Pop-Up Pirate!                                              |      |                            |                    |
| Popple to Mahou no Crayon                                   |      |                            |                    |
| PopStar Guitar                                              | 2008 | XS Games                   |                    |
| Potpourrii                                                  |      |                            |                    |
| Power Punch                                                 | 2010 | XS Games                   |                    |
| Power Rangers Samurai                                       | 2011 | Namco Bandai               |                    |
| PreCure All-Stars: Zenin Shuugou * Let's Dance!             |      |                            |                    |
| Press Your Luck 2010 Edition                                | 2009 | Ubisoft                    |                    |
| The Price is Right                                          | 2008 | Ubisoft                    |                    |
| The Price Is Right: 2010 Edition                            | 2009 | Ubisoft                    |                    |
| The Price Is Right: Decades                                 | 2011 | Ubisoft                    |                    |
| De prinses en de kikker (ook wel The Princess and the Frog) | 2009 | Disney Interactive         |                    |
| Prince of Persia: Rival Swords                              | 2007 | Ubisoft                    | Actiespel          |
| Prince of Persia: The Forgotten Sands                       | 2010 | Ubisoft                    | Actiespel          |
| Princess Ai Monogatari                                      |      |                            |                    |
| Princess: My Fairytale Adventure                            |      |                            |                    |
| Princess Isabella: A Witch's Curse                          | 2010 | Intenium Console           |                    |
| Pro Bull Riders: Out of the Chute                           | 2008 | Crave Entertainment        |                    |
| Project H.A.M.M.E.R.                                        |      | Nintendo                   |                    |
| Pool hall pro                                               |      |                            |                    |
| Pro Evolution Soccer 2008                                   | 2008 | Konami                     | Sportspel          |
| Pro Evolution Soccer 2009                                   | 2009 | Konami                     | Sportspel          |
| Pro Evolution Soccer 2010                                   | 2010 | Konami                     | Sportspel          |
| Pro Evolution Soccer 2011                                   | 2011 | Konami                     | Sportspel          |
| Pro Evolution Soccer 2012                                   | 2012 | Konami                     | Sportspel          |
| Pro Evolution Soccer 2013                                   | 2013 | Konami                     | Sportspel          |
| Professor Heinz Wolff's Gravity                             |      |                            |                    |
| Pro Golfer Saru                                             |      |                            |                    |
| Project Runway                                              |      |                            |                    |
| Project Zero 2: Wii Edition                                 |      |                            |                    |
| Protothea                                                   |      |                            |                    |
| Pro Yakyuu Family Stadium                                   |      |                            |                    |
| Pub Darts                                                   |      |                            |                    |
| Pucca's Kisses Game                                         |      |                            |                    |
| Pucca's Race for Kisses                                     | 2011 | Bigben Interactive         |                    |
| Puchi Copter Wii: Adventure Flight                          |      |                            |                    |
| Punch Out                                                   | 2009 | Nintendo                   | Sportspel          |
| Puppy Luv                                                   | 2007 | Activision                 |                    |
| Purr Pals                                                   | 2008 | Crave Entertainment        |                    |
| Puyo Puyo 7                                                 | 2009 | Sega                       | Puzzelspel         |
| Puyo Puyo! 15th Anniversary                                 | 2007 | Sega                       | Puzzelspel         |
| Puyo Puyo!! 20th Anniversary                                | 2011 | Sega                       | Puzzelspel         |
| Puyo to Asobo: Episode 1                                    |      |                            |                    |
| Puzzle Bobble Bash!                                         |      |                            |                    |
| Puzzle Bobble Plus!                                         |      |                            |                    |
| Puzzle Bobble Wii                                           |      |                            |                    |
| Puzzle Challenge: Crosswords and More!                      | 2009 | Crave Entertainment        | Puzzelspel         |
| Puzzle Kingdoms                                             | 2009 | Zoo Games                  | Puzzelspel         |
| Puzzle Quest: Challenge of the Warlords                     | 2007 | D3 Publisher               | Puzzelspel         |
| Puzzle Series Vol. 1: Sudoku                                |      |                            |                    |
| Puzzle Series Vol. 2: Illust Logic + Colorful Logic         |      |                            |                    |
| Puzzler Collection                                          | 2008 | Zoo Games                  | Puzzelspel         |

## Q
| Titel                                                                                 | Jaar | Uitgever               | Genre         |
| ------------------------------------------------------------------------------------- | ---- | ---------------------- | ------------- |
| Quantum of Solace (ook wel James Bond: Quantum of Solace of 007: Nagusame no Houshuu) | 2010 | Activision Square Enix | Actiespel     |
| Quiz Party                                                                            | 2012 | Nintendo               | Simulatiespel |

## R
| Titel                                                                   | Jaar | Uitgever                 | Genre                   |
| ----------------------------------------------------------------------- | ---- | ------------------------ | ----------------------- |
| Rabbids Go Home                                                         | 2009 | Ubisoft                  | Avonturenspel           |
| Rabbids Lab                                                             | 2009 | Ubisoft                  | Overige                 |
| Rayman Raving Rabbids                                                   | 2006 | Ubisoft                  | Actiespel, Platformspel |
| Rayman Raving Rabbids 2                                                 | 2007 | Ubisoft                  | Partyspel               |
| Rayman Raving Rabbids: TV Party                                         | 2008 | Ubisoft                  | Overige                 |
| Raving Rabbids: Travel in Time                                          | 2010 | Ubisoft                  | Actiespel, Platformspel |
| Raving Rabbids Party Collection                                         | 2010 | Ubisoft                  | Compilatiespel          |
| Racers' Islands: Crazy Arenas                                           | 2010 | Zallag                   | Racespel                |
| Racers' Islands: Crazy Racers                                           | 2010 | Zallag                   | Racespel                |
| Racquet Sports                                                          | 2010 | Ubisoft                  | Sportspel               |
| Radio Helicopter (ook wel MiniCopter: Adventure Flight)                 | 2008 | 505 Games                | Simulatiespel           |
| Radirgy Noa Wii                                                         | 2010 | MileStone                | Actiespel               |
| Rage of the Gladiator                                                   | 2010 | Ghostfire Games          | Actiespel               |
| Raid over the River                                                     |      | Nibris                   |                         |
| Rainbow Islands: Towering Adventure!                                    |      |                          |                         |
| Rainbow Pop                                                             |      |                          |                         |
| Rakugaki Hero                                                           |      |                          |                         |
| Rakuraku Kinen Appli Wii: Kinenka no Isha ga Oshieru 7 de Yameru Houhou |      |                          |                         |
| Rally Racer                                                             |      |                          |                         |
| Ram Racing                                                              |      |                          |                         |
| Rampage: Total Destruction                                              |      |                          |                         |
| Ranch Story                                                             |      |                          |                         |
| Rango                                                                   | 2011 | Electronic Arts          | Actie-avonturenspel     |
| Ransen Pokémon Scramble                                                 |      |                          |                         |
| Rapala Pro Bass Fishing                                                 | 2010 | Activision               | Sportspel               |
| Rapala Pro Bass Fishing 2010                                            |      |                          |                         |
| Rapala Tournament Fishing!                                              | 2006 | Activision               | Sportspel               |
| Rapala's Fishing Frenzy                                                 |      |                          |                         |
| Rapala: We Fish                                                         | 2009 | Activision               | Sportspel               |
| Raving Rabbids Party Collection                                         |      |                          |                         |
| Raving Rabbids: Travel in Time                                          | 2010 | Ubisoft                  |                         |
| Rayman: Origins                                                         | 2011 | Ubisoft                  | Platformspel            |
| Rayman Raving Rabbits                                                   | 2006 | Ubisoft                  | Partyspel               |
| Rayman Raving Rabbits 2                                                 | 2007 | Ubisoft                  | Partyspel               |
| Rayman Raving Rabbits TV Party                                          | 2008 | Ubisoft                  | Partyspel               |
| Rayman Raving Rabbits Rabbits Go Home                                   |      |                          |                         |
| Reader Rabbit: 1st Grade                                                | 2011 | Nordic Softsales         | Educatief               |
| Reader Rabbit: 2nd Grade                                                | 2011 | Nordic Softsales         | Educatief               |
| Reader Rabbit: Kindergarten                                             | 2011 | Nordic Softsales         | Educatief               |
| Reader Rabbit: Preschool                                                | 2011 | Nordic Softsales         | Educatief               |
| Ready 2 Rumble Revolution                                               | 2009 | Atari                    | Sportspel               |
| Real Heroes: Firefighter                                                | 2009 | Conspiracy Entertainment | First-person shooter    |
| Real Madrid: The Game                                                   | 2009 | Virgin Play              |                         |
| Rebel Raiders: Operation Nighthawk                                      | 2008 | Jack of All Games        | Actiespel               |
| Rec Room Games                                                          | 2009 | Destineer                |                         |
| Red Baron                                                               |      |                          |                         |
| Red Steel                                                               | 2006 | Ubisoft                  | First-person shooter    |
| Red Steel 2                                                             | 2010 | Ubisoft                  | First-person shooter    |
| Reel Fishing Challenge                                                  |      |                          |                         |
| Reel Fishing Challenge II                                               |      |                          |                         |
| Reel Fishing: Angler's Dream                                            |      |                          |                         |
| Reel Fishing: Ocean Challenge                                           |      |                          |                         |
| Relaxuma: Minna de Goyururi Seikatsu                                    |      |                          |                         |
| Reload: Target Down                                                     |      |                          |                         |
| Remington Great America Bird Hunt and Shimano Xtreme Fishing Dual Pack  |      |                          |                         |
| Remington Great American Bird Hunt                                      | 2009 | Mastiff                  |                         |
| Remington Super Slam Hunting: Africa                                    | 2011 | Mastiff                  |                         |
| Remington Super Slam Hunting: Alaska                                    | 2011 | Mastiff                  |                         |
| Remington Super Slam Hunting: North America                             | 2010 | Jack of All Games        |                         |
| Resident Evil                                                           | 2007 | Capcom                   | Survival horror         |
| Resident Evil 4: Wii Edition                                            | 2007 | Capcom                   | Survival horror         |
| Resident Evil Archives: Resident Evil                                   | 2008 | Capcom                   | Survival horror         |
| Resident Evil Archives: Resident Evil Zero                              | 2008 | Capcom                   | Survival horror         |
| Resident Evil: The Darkside Chronicles                                  | 2010 | Capcom                   | Survival horror         |
| Resident Evil: The Umbrella Chronicles                                  | 2007 | Capcom                   | Survival horror         |
| Retro City Rampage                                                      |      |                          |                         |
| Rhythm Heaven Fever                                                     | 2011 | Nintendo                 | Muziekspel              |
| Rhythm World Wii                                                        |      |                          |                         |
| Rig Racer 2                                                             | 2007 | Bold Games               | Racespel                |
| Rika-Chan Oshare House                                                  |      |                          |                         |
| Ringling Bros. and Barnum & Bailey Circus                               | 2009 | 2K Play                  |                         |
| Rio                                                                     | 2011 | THQ                      | Avonturenspel           |
| Rise of the Guardians                                                   | 2007 | D3 Publisher             | Actie-avonturenspel     |
| Robin Hood: The Return of Richard                                       |      |                          |                         |
| Robocalypse: Beaver Defense                                             |      |                          |                         |
| Robox                                                                   |      |                          |                         |
| Rock 'N' Roll Adventures                                                |      |                          |                         |
| Rock Band                                                               | 2008 | MTV Games                | Muziekspel              |
| Rock Band 2                                                             | 2008 | MTV Games                | Muziekspel              |
| Rock Band 3                                                             | 2010 | MTV Games                | Muziekspel              |
| Rock Band Classic Rock Song Pack                                        |      |                          |                         |
| Rock Band Country Track Pack                                            | 2009 | MTV Games                | Muziekspel              |
| Rock Band Country Track Pack 2                                          | 2011 | MTV Games                | Muziekspel              |
| Rock Band Metal Track Pack                                              | 2009 | MTV Games                | Muziekspel              |
| Rock Band Track Pack: Classic Rock                                      | 2009 | MTV Games                | Muziekspel              |
| Rock Band Song Pack Volume 1                                            |      |                          |                         |
| Rock Band Song Pack Volume 2                                            |      |                          |                         |
| Rock Band Track Pack - Volume 1                                         | 2008 | MTV Games                | Muziekspel              |
| Rock Band Track Pack - Volume 2                                         | 2008 | MTV Games                | Muziekspel              |
| Rock Blast                                                              | 2010 | UFO Interactive Games    |                         |
| Rock N' Roll Climber                                                    |      |                          |                         |
| Rock Revolution                                                         | 2008 | Konami                   | Muziekspel              |
| Rock University Presents: The Naked Brothers Band The Video Game        |      |                          |                         |
| RockMan 9: Yabou no Fukkatsu!                                           |      |                          |                         |
| RockMan 10: Uchuukara no Kyoui!!                                        |      |                          |                         |
| Rockstar Games presents Table Tennis                                    | 2007 | Rockstar Games           | Sportspel               |
| Rogue Trooper: Quartz Zone Massacre                                     | 2008 | Reef Entertainment       | Schietspel              |
| Rolling Stone: Drum King                                                | 2009 | 505 Games                | Muziekspel              |
| Roogoo: Twisted Towers                                                  | 2009 | SouthPeak Games          | Puzzelspel              |
| Rooms: The Main Building                                                | 2010 | Hudson Soft              | Puzzelspel              |
| RTL Biathlon 2009                                                       | 2008 | RTL Enterprises GmbH     | Sportspel               |
| RTL Winter Sports 2009                                                  |      |                          |                         |
| Rubik's Puzzle Galaxy: RUSH                                             |      |                          |                         |
| Rubik's Puzzle World                                                    | 2008 | The Game Factory         | Puzzelspel              |
| Rubik's World                                                           |      |                          |                         |
| Rudolph the Red-Nosed Reindeer                                          | 2010 | Red Wagon Games          | Avonturenspel           |
| Rugby League 3                                                          | 2010 | Tru Blu Entertainment    | Sportspel               |
| Runaway: The Dream of the Turtle                                        | 2009 | Focus Home Interactive   | Avonturenspel           |
| Rune Factory Frontier                                                   | 2008 | Rising Star Games        | Actierollenspel         |
| Rune Factory Oceans                                                     |      |                          |                         |
| Rune Factory: Tides of Destiny                                          |      |                          |                         |
| Rush Rush Rally Racing                                                  |      |                          |                         |
| Rygar: The Battle of Argus                                              | 2008 | Rising Star Games        | Actie-avonturenspel     |

## S
| Titel                                                                       | Jaar | Uitgever                               | Genre                            |
| --------------------------------------------------------------------------- | ---- | -------------------------------------- | -------------------------------- |
| Sadness                                                                     |      | Nibris                                 |                                  |
| Safar'Wii                                                                   |      |                                        |                                  |
| Safari Adventures Africa                                                    |      |                                        |                                  |
| Safecracker: The Ultimate Puzzle Adventure                                  |      |                                        |                                  |
| Saikyou Ginsei Chess                                                        |      |                                        |                                  |
| Saikyou Ginsei Gomoku Narabe                                                |      |                                        |                                  |
| Saikyou Ginsei Igo                                                          |      |                                        |                                  |
| Saikyou Ginsei Mahjong                                                      |      |                                        |                                  |
| Saikyou Ginsei Reversi                                                      |      |                                        |                                  |
| Saikyou Ginsei Shogi                                                        |      |                                        |                                  |
| Saint (ook wel Taiseiou)                                                    | 2009 | UFO Interactive Games                  |                                  |
| Saku Saku Animal Panic                                                      |      |                                        |                                  |
| Sakura Wars: So Long, My Love                                               | 2010 |                                        |                                  |
| Sam & Max: Beyond Time and Space                                            | 2008 |                                        |                                  |
| Sam & Max: Season One                                                       | 2008 |                                        |                                  |
| Samba de Amigo                                                              | 2008 | Sega                                   | Muziekspel                       |
| Same Game Wii                                                               |      |                                        |                                  |
| Samurai Shodown Anthology                                                   | 2008 |                                        |                                  |
| Samurai Spirits: Rokuban Shoubu                                             |      |                                        |                                  |
| Samurai Warriors 3                                                          | 2009 | Koei                                   | Schietspel                       |
| Samurai Warriors: Katana                                                    | 2007 | Koei                                   | Schietspel                       |
| San Goku Shi 11 with Power-Up Kit                                           |      |                                        |                                  |
| Sandy Beach                                                                 |      |                                        |                                  |
| Santa Claus is Comin' to Town!                                              | 2011 |                                        |                                  |
| Satisfashion                                                                | 2010 |                                        |                                  |
| Save the Furries                                                            |      |                                        |                                  |
| Scarface: The World Is Yours                                                | 2007 | Sierra Entertainment                   | Actie-avonturenspel              |
| Scene It? Bright Lights! Big Screen!                                        | 2009 | Warner Bros. Interactive               | Puzzelspel                       |
| Scene It? Twilight                                                          | 2009 | Konami                                 | Puzzelspel                       |
| Schlag den Raab                                                             | 2010 | bitComposer Entertainment              | Puzzelspel                       |
| Schlag den Raab: Das 2. Spiel                                               | 2011 | bitComposer Entertainment              | Puzzelspel                       |
| Schlag den Raab: Das 3. Spiel                                               | 2012 | bitComposer Entertainment              | Puzzelspel                       |
| School of Darkness                                                          |      |                                        |                                  |
| Science Papa                                                                | 2009 |                                        |                                  |
| Scooby-Doo! and the Spooky Swamp                                            | 2010 | Warner Bros. Interactive Entertainment | Actiespel                        |
| Scooby-Doo! First Frights                                                   | 2009 | Warner Bros. Interactive Entertainment | Actiespel                        |
| SCORE International Baja 1000                                               | 2008 | Activision                             | Sportspel                        |
| SCORE International Baja 1000: World Championship Off Road Racing           |      |                                        |                                  |
| SD Gundam G Breaker                                                         |      | Namco Bandai                           | Strategiespel                    |
| SD Gundam G Generation Wars                                                 | 2009 | Namco Bandai                           | Strategiespel                    |
| SD Gundam G Generation World                                                | 2011 | Namco Bandai                           | Strategiespel                    |
| SD Gundam: Gashapon Wars                                                    | 2010 | Namco Bandai                           | Strategiespel                    |
| SD Gundam: Scad Hammers                                                     | 2006 | Namco Bandai                           | Strategiespel                    |
| Sea Farm: Iruka to Watashi no Showtime                                      |      |                                        |                                  |
| Sea Monsters: A Prehistoric Adventure                                       | 2007 |                                        |                                  |
| Secret Files 2: Puritas Cordis                                              |      |                                        |                                  |
| Secret Files: Tunguska                                                      | 2008 |                                        | Avonturenspel                    |
| The Secret Saturdays: Beasts of the 5th Sun                                 | 2009 |                                        |                                  |
| Sega Bass Fishing                                                           | 2008 | Sega                                   | Sportspel                        |
| Sega Fun Pack: Sonic and the Secret Rings / Super Monkey Ball: Banana Blitz |      |                                        |                                  |
| Sega Superstar Tennis                                                       | 2008 | Sega                                   | Sportspel                        |
| Sekai no Omoshiro Party Game                                                |      |                                        |                                  |
| Sekai no Omoshiro Party Game 2                                              |      |                                        |                                  |
| Sengoku Action                                                              |      |                                        |                                  |
| Sengoku Basara 2 Heroes                                                     |      |                                        |                                  |
| Sengoku Basara 3                                                            |      |                                        |                                  |
| Sengoku Basara 3 Utage                                                      |      |                                        |                                  |
| Sengoku Basara: Samurai Heroes                                              |      |                                        |                                  |
| Sengoku Musou 3 Moushouden                                                  | 2011 | Tecmo Koei                             |                                  |
| Sengoku Musou Katana                                                        |      |                                        |                                  |
| Sesame Street: Cookie's Counting Carnival                                   | 2010 | Warner Bros. Interactive Entertainment | Educatief                        |
| Sesame Street: Elmo's A-to-Zoo Adventure                                    | 2010 | Warner Bros. Interactive Entertainment | Educatief                        |
| Sesame Street: Elmo's Musical Monsterpiece                                  | 2012 | Warner Bros. Interactive Entertainment | Educatief                        |
| Sesame Street: Ready, Set, Grover!                                          | 2011 | Warner Bros. Interactive Entertainment | Educatief                        |
| Sexy Poker                                                                  |      |                                        |                                  |
| Shadow Walker: Kage no Shounen to Hikari no Yousei                          |      |                                        |                                  |
| A Shadow's Tale                                                             |      |                                        |                                  |
| ShadowPlay                                                                  |      |                                        |                                  |
| Shanghai                                                                    | 2007 | Success                                |                                  |
| Shape Boxing: Wii de Enjoy! Diet                                            |      |                                        |                                  |
| Shape Boxing 2: Wii de Enjoy Diet!                                          |      |                                        |                                  |
| Shaun White Skateboarding                                                   | 2010 | Ubisoft                                | Sportspel                        |
| Shaun White Snowboarding: Road Trip                                         | 2008 | Ubisoft                                | Sportspel                        |
| Shaun White Snowboarding: World Stage                                       | 2009 | Ubisoft                                | Sportspel                        |
| Shawn Johnson Gymnastics                                                    | 2010 | Zoo Games                              |                                  |
| Sherlock Holmes: Mystery of the Mummy                                       |      |                                        |                                  |
| Sherlock Holmes: The Silver Earring                                         | 2011 | Focus Home Interactive                 |                                  |
| Shikagari                                                                   |      |                                        |                                  |
| Shikakui Atama o Maru Usuro: Mai Minna de Challenge Hen                     |      |                                        |                                  |
| Shikakui Atama o Marukusuru: Kanzen Seiha Wii                               |      |                                        |                                  |
| Shikigami no Shiro III                                                      |      |                                        |                                  |
| Shimano Xtreme Fishing                                                      | 2009 | Mastiff                                | Sportspel                        |
| Shin Chuuka Taisen: Michael to Meimei no Bouken                             |      |                                        |                                  |
| Shin-Chan Las nuevas aventuras para Wii !                                   |      |                                        |                                  |
| Shiren the Wanderer                                                         | 2008 | Sega                                   | Computerrollenspel               |
| Shootanto: Evolutionary Mayhem!                                             |      |                                        |                                  |
| Shootanto: Kakohen                                                          |      |                                        |                                  |
| Showtime Championship Boxing                                                |      |                                        |                                  |
| Shrek the Third                                                             | 2007 | Activision                             |                                  |
| Shrek's Carnival Craze                                                      | 2008 | Activision                             |                                  |
| SimAnimals                                                                  | 2009 | Electronic Arts                        |                                  |
| SimAnimals Afrika                                                           | 2009 | Electronic Arts                        |                                  |
| Silent Hill: Shattered Memories                                             | 2009 | Konami                                 | Survival horror                  |
| Sin & Punishment: Star Successor                                            | 2009 | Nintendo                               | Third-person shooter             |
| Sing it                                                                     |      |                                        |                                  |
| The Simpsons Game                                                           | 2007 | Electronic Arts                        |                                  |
| Skylanders: Spyro's Adventure                                               | 2011 | Activision                             | Platformspel Actie-avonturenspel |
| Skylanders: Giants                                                          | 2012 | Activision                             | Platformspel Actie-avonturenspel |
| Skylanders: SuperChargers                                                   | 2015 | Activision                             | Platformspel Actie-avonturenspel |
| Skylanders: Swap Force                                                      | 2013 | Activision                             | Platformspel Actie-avonturenspel |
| Skylanders: Trap Team                                                       | 2014 | Activision                             | Platformspel Actie-avonturenspel |
| Smarty Pants                                                                | 2007 | Electronic Arts                        |                                  |
| Sonic and the Secret Rings                                                  | 2007 | Sega                                   | Actie-avonturenspel              |
| Sonic Colours                                                               | 2010 | Sega                                   | Actie-avonturenspel              |
| Sonic Unleashed                                                             | 2008 | Sega                                   | Actie-avonturenspel              |
| Sonic Riders Zero Gravity                                                   | 2008 | Sega                                   | Racespel                         |
| Soul Calibur Legends                                                        | 2007 | Namco Bandai                           | Hack and slash                   |
| Space Station Tycoon                                                        |      |                                        |                                  |
| Spider-man: Friend Or Foe                                                   | 2007 | Activision                             | Actiespel                        |
| Spider-Man 3                                                                |      |                                        |                                  |
| SpongeBob en zijn vrienden: Aanval van de Speelgoedrobots                   |      |                                        |                                  |
| SpongeBob Squarepants: Creatuur van de Krokante Krab                        | 2006 | THQ                                    | Actiespel                        |
| SpongeBob en zijn vrienden: De Slag om Vulkaan Eiland                       | 2006 | THQ                                    | Actiespel                        |
| SpongeBob en zijn vrienden: Aanval van de Speelgoedrobots                   | 2007 | THQ                                    | Actiespel                        |
| SpongeBob's Atlantis SquarePantis                                           | 2007 | THQ                                    | Actiespel                        |
| SpongeBob SquarePants en de Nickelodeon Helden: De Strijd Tegen Slijm       | 2008 | THQ                                    | Actiespel                        |
| SpongeBob's Truth or Square                                                 | 2009 | THQ                                    | Actiespel                        |
| SpongeBob SquarePants: Boten Bots Race                                      | 2010 | THQ                                    | Racespel                         |
| SpongeBob SquarePants: De Onnozele Krabbelaar                               | 2011 | THQ                                    | Actiespel                        |
| SpongeBob SquarePants: Planktons Mechanische Wraak                          | 2013 | THQ                                    | Actiespel                        |
| Spore Heroes                                                                | 2009 | Electronic Arts                        |                                  |
| Sports                                                                      |      |                                        |                                  |
| Spyro Eternal Night                                                         |      |                                        |                                  |
| SSX Blur                                                                    | 2007 | Electronic Arts                        |                                  |
| Star Trek: Conquest                                                         | 2007 | Bethesda Softworks                     |                                  |
| Star Wars: The Force Unleashed                                              | 2008 | LucasArts                              | Actiespel                        |
| Star Wars: The Force Unleashed 2                                            | 2010 | Activision Blizzard                    | Actiespel                        |
| Super Fruit Fall                                                            | 2006 | System 3                               |                                  |
| Super Mario All-Stars                                                       | 2010 | Nintendo                               | Platformspel                     |
| Super Mario Galaxy                                                          | 2007 | Nintendo                               | Platformspel Actie-avonturenspel |
| Super Mario Galaxy 2                                                        | 2010 | Nintendo                               | Platformspel Actie-avonturenspel |
| Super Monkey Ball: Banana Blitz                                             | 2006 | Sega                                   | Platformspel                     |
| Super Paper Mario                                                           | 2007 | Nintendo                               | Actierollenspel                  |
| Super Smash Bros. Brawl                                                     | 2008 | Nintendo                               | Vechtspel                        |
| Super Swing Golf                                                            | 2006 | Rising Star Games                      | Sportspel                        |
| Surf's Up                                                                   | 2007 | Ubisoft                                | Sportspel                        |
| Sport Island 2                                                              |      |                                        |                                  |
| Summer Athletics                                                            |      |                                        |                                  |

## T
| Titel                                                                                        | Jaar | Uitgever           | Genre                   |
| -------------------------------------------------------------------------------------------- | ---- | ------------------ | ----------------------- |
| The Table Game                                                                               | 2008 | D3Publisher        | Overige                 |
| Table Football                                                                               | 2008 | 505 Games          | Sportspel               |
| Taiko no Tatsujin Wii: Chougoukaban                                                          | 2012 | Bandai Namco Games | Muziekspel              |
| Taiko no Tatsujin Wii                                                                        | 2008 | Bandai Namco Games | Muziekspel              |
| Taiko no Tatsujin Wii: Ketteiban                                                             | 2011 | Bandai Namco Games | Muziekspel              |
| Taiko no Tatsujin Wii: Dodoon to 2 Daime!                                                    | 2009 | Bandai Namco Games | Muziekspel              |
| Taiko no Tatsujin Wii: Minna de Party * 3-Daime!                                             | 2010 | Bandai Namco Games | Muziekspel              |
| Tak and the Guardians of Gross                                                               | 2008 | THQ                |                         |
| Takahashi Meijin no Bouken Jima Wii                                                          |      |                    |                         |
| Takarajima Z: Barbaros no Hihou                                                              |      |                    |                         |
| Takt of Magic                                                                                | 2009 | Zoo Games          |                         |
| Takumi Restaurant wa Daihanjou!                                                              |      |                    |                         |
| The Tale of Despereaux                                                                       | 2008 | Atari              | Avonturenspel           |
| The Tales of Bearsworth Manor: Chaotic Conflicts                                             |      |                    |                         |
| The Tales of Bearsworth Manor: Puzzling Pages                                                |      |                    |                         |
| Tales of Elastic Boy - Mission 1                                                             |      |                    |                         |
| Tales of Graces                                                                              | 2009 | Namco Bandai       |                         |
| Tales of Monkey Island                                                                       | 2009 | Telltale Games     | Avonturenspel           |
| Tales of Monkey Island Chapter 1: Launch of the Screaming Narwhal                            |      |                    |                         |
| Tales of Monkey Island Chapter 2: The Siege of Spinner Cay                                   |      |                    |                         |
| Tales of Monkey Island Chapter 3: Lair of the Leviathan                                      |      |                    |                         |
| Tales of Monkey Island Chapter 4: The Trial and Execution of Guybrush Threepwood             |      |                    |                         |
| Tales of Monkey Island Chapter 5: Rise of the Pirate God                                     |      |                    |                         |
| Tales of Symphonia: Dawn of the New World                                                    | 2008 | Namco Bandai       |                         |
| Tales of Symphonia: Ratatosk no Kishi                                                        |      |                    |                         |
| Tamagotchi no Furifuri Kagekidan                                                             |      |                    |                         |
| Tamagotchi no Pika Pika Daitouryou!                                                          |      |                    |                         |
| Tamagotchi Party On!                                                                         | 2006 | Namco Bandai       |                         |
| Tamaran                                                                                      |      |                    |                         |
| Target Toss Pro: Bags                                                                        |      |                    |                         |
| Target Toss Pro: Lawn Darts                                                                  |      |                    |                         |
| Target: Terror                                                                               | 2008 | Konami             |                         |
| Tataite Hazumu: Super Smash Ball Plus                                                        |      |                    |                         |
| Tataite! Mogupon                                                                             |      |                    |                         |
| Tatsunoko vs. Capcom: Cross Generation of Heroes                                             |      |                    |                         |
| Tatsunoko vs. Capcom: Ultimate All-Stars                                                     |      |                    |                         |
| Taun-eulo: Nolleogayo Dongmul-ui Sup                                                         |      |                    |                         |
| Team Elimination Games                                                                       | 2009 | Ubisoft            |                         |
| Teenage Mutant Ninja Turtles                                                                 | 2013 | Activision         | Beat 'em up             |
| Teenage Mutant Ninja Turtles: Smash Up                                                       | 2009 | Ubisoft            | Beat 'em up             |
| Tele-Shibai Wii                                                                              |      |                    |                         |
| Telly Addicts                                                                                | 2008 | Ubisoft            |                         |
| Ten Pin Alley 2                                                                              | 2008 | XS Games           |                         |
| Tenchu 4                                                                                     |      |                    |                         |
| Tenchu: Shadow Assassins                                                                     |      |                    |                         |
| Tenshi no Solitaire                                                                          |      |                    |                         |
| Tetris Party                                                                                 |      |                    |                         |
| Tetris Party Deluxe                                                                          | 2010 | Nintendo           |                         |
| Tetris Party Premium                                                                         |      |                    |                         |
| Texas Hold'Em Poker                                                                          |      |                    |                         |
| Texas Hold'em Tournament                                                                     |      |                    |                         |
| th!nk Logic Trainer                                                                          |      |                    |                         |
| thinkSMART Family                                                                            |      |                    |                         |
| Thomas & Friends: Hero of the Rails                                                          | 2010 | Barnstorm Games    |                         |
| Thor: God of Thunder                                                                         | 2011 | Sega               |                         |
| Thorn                                                                                        |      |                    |                         |
| The Three Musketeers: One for All!                                                           |      |                    |                         |
| Thrillville: Off the Rails                                                                   | 2007 | LucasArts          |                         |
| ThruSpace                                                                                    |      |                    |                         |
| ThruSpace: High Velocity 3D Puzzle                                                           |      |                    |                         |
| Tiger Woods PGA Tour 07                                                                      | 2007 | Electronic Arts    | Sportspel               |
| Tiger Woods PGA Tour 08                                                                      | 2007 | Electronic Arts    | Sportspel               |
| Tiger Woods PGA Tour 09 All-Play                                                             | 2008 | Electronic Arts    | Sportspel               |
| Tiger Woods PGA Tour 10                                                                      | 2009 | Electronic Arts    | Sportspel               |
| Tiger Woods PGA Tour 11                                                                      | 2010 | Electronic Arts    | Sportspel               |
| Tiger Woods PGA Tour 12: The Masters                                                         | 2011 | Electronic Arts    | Sportspel               |
| Tiki Towers                                                                                  |      |                    |                         |
| Titanic Mystery                                                                              | 2010 | Zoo Games          |                         |
| TMNT                                                                                         | 2007 | Ubisoft            | Beat 'em up             |
| TNA iMPACT!                                                                                  | 2008 | Midway Games       |                         |
| TNT Racers                                                                                   |      |                    |                         |
| Toki Tori                                                                                    | 2008 | Capcom             | Platformspel Puzzelspel |
| Tokyo City Nights                                                                            |      |                    |                         |
| Tokyo Friend Park II Ketteiban: Minna de Chousen! Taikan Attraction                          |      |                    |                         |
| Tom Clancy's Ghost Recon                                                                     | 2010 | Ubisoft            | First-person shooter    |
| Tom Clancy's H.A.W.X 2                                                                       | 2010 | Ubisoft            | Actiespel               |
| Tomb Raider: Anniversary                                                                     | 2007 | Eidos Interactive  | Actiespel Avonturenspel |
| Tomb Raider: Underworld                                                                      | 2008 | Eidos Interactive  | Actiespel Avonturenspel |
| Tom Clancy's Splinter Cell: Double Agent                                                     | 2006 | Ubisoft            | Actiespel               |
| Tomena Sanner                                                                                |      |                    |                         |
| Tomena Sanner Wii                                                                            |      |                    |                         |
| Tomika Drive: Shutsudou Kinkyuu Sharyou Hen                                                  |      |                    |                         |
| Tony Hawk Ride                                                                               | 2009 | Activision         | Sportspel               |
| Tony Hawk's Downhill Jam                                                                     | 2006 | Activision         | Sportspel               |
| Tony Hawk's Proving Ground                                                                   | 2007 | Activision         | Sportspel               |
| Tony Hawk: Shred                                                                             | 2010 | Activision         | Sportspel               |
| Tony Hawk's skate it                                                                         |      |                    |                         |
| Toot & Puddle: Call Of The North                                                             |      |                    |                         |
| Top Model Academy                                                                            | 2011 | SevenOne           |                         |
| Top Shot Arcade                                                                              | 2011 | Activision         |                         |
| Top Shot: Dinosaur Hunter                                                                    | 2010 | Activision         |                         |
| Top Spin 3                                                                                   | 2008 | 2K Sports          |                         |
| Top Spin 4                                                                                   | 2011 | 2K Sports          |                         |
| Top Trumps Adventures                                                                        | 2007 | Ubisoft            |                         |
| Treasure Island Z                                                                            |      |                    |                         |
| Top Trumps: Doctor Who                                                                       | 2008 | Eidos Interactive  |                         |
| Toribash                                                                                     |      |                    |                         |
| Toribash: Violence Perfected                                                                 |      |                    |                         |
| Tornado Outbreak                                                                             | 2009 | Konami             |                         |
| Toshinden                                                                                    | 2009 | Takara Tomy        |                         |
| Totally Spies! Totally Party                                                                 | 2008 | Ubisoft            |                         |
| Totsugeki!! Famicom Wars VS                                                                  |      |                    |                         |
| Tournament of Legends                                                                        | 2010 | Sega               |                         |
| Tournament Pool                                                                              | 2009 | Destineer          |                         |
| Toy Story 3                                                                                  | 2010 | Disney Interactive |                         |
| TrackMania Wii                                                                               |      |                    |                         |
| TrackMania: Build to Race                                                                    | 2010 | Firebird           |                         |
| Transformers Prime: The Game                                                                 | 2012 | Activision         | Actiespel               |
| Transformers: Cybertron Adventures                                                           | 2010 | Activision         | Actiespel               |
| Transformers: Dark of the Moon - Stealth Force Edition                                       | 2011 | Activision         | Actiespel               |
| Transformers: The Game                                                                       | 2007 | Activision         | Actiespel               |
| Transformers: Revenge of the fallen                                                          | 2009 | Activision         | Actiespel               |
| Transformers: Ultimate Battle Edition                                                        |      |                    |                         |
| Trauma Center: New Blood                                                                     | 2007 | Atlus              |                         |
| Trauma Center Second Opinion                                                                 | 2006 | Atlus              |                         |
| Trauma Team                                                                                  | 2010 | Atlus              |                         |
| Trenches Generals                                                                            |      |                    |                         |
| Triple Crown Snowboarding                                                                    |      |                    |                         |
| Triple Jumping Sports                                                                        |      |                    |                         |
| Triple Running Sports                                                                        |      |                    |                         |
| Triple Shot Sports                                                                           |      |                    |                         |
| Triple Throwing Sports                                                                       |      |                    |                         |
| Trivial Pursuit                                                                              | 2009 | Electronic Arts    | Puzzelspel              |
| Trivial Pursuit: Bet You Know It                                                             |      |                    |                         |
| TRON: Evolution - Battle Grids                                                               |      |                    |                         |
| Tropical Towers                                                                              |      |                    |                         |
| Truck Racer                                                                                  | 2009 | Nordic Games       |                         |
| Truth or Lies                                                                                | 2010 | THQ                |                         |
| Tsumi to Batsu: Uchuu no Koukeisha                                                           |      |                    |                         |
| Tsuppari Oozumou Wii Heya                                                                    |      |                    |                         |
| Tsuushin Taikyoku: Hayazashi Shogi Sandan                                                    |      |                    |                         |
| Tsuushin Taikyoku: Igo Dojo 2700-Mon                                                         |      |                    |                         |
| Tsuushin Taikyoku: World Chess                                                               |      |                    |                         |
| Tumblebugs 2                                                                                 |      |                    |                         |
| Turbo Trainz                                                                                 |      |                    |                         |
| Turbo: Super Stunt Squad                                                                     | 2013 | D3 Publisher       |                         |
| Turn IT Around!!                                                                             |      | Taito              |                         |
| TV Show King                                                                                 |      |                    |                         |
| TV Show King 2                                                                               |      |                    |                         |
| TV Show King Party                                                                           | 2008 | Ubisoft            |                         |
| Twin Pack: Nobunaga no Yabou: Kakushin with Power-Up Kit / San Goku Shi 11 with Power-Up Kit |      |                    |                         |
| Twin Strike: Operation Thunder                                                               | 2008 | Zoo Games          |                         |
| Twinkle Queen                                                                                | 2010 | Milestone          |                         |

## U
| Titel                                               | Jaar | Uitgever                             | Genre                    |
| --------------------------------------------------- | ---- | ------------------------------------ | ------------------------ |
| Ubongo                                              | 2009 | Koch Media                           | Muziekspel               |
| Uchi Tsuri! Sega Bass Fishing                       | 2008 | Sega                                 | Simulatiespel            |
| uDraw Studio                                        | 2010 | THQ                                  | Overige                  |
| uDraw Studio: Instant Artist                        | 2011 | THQ                                  | Overige                  |
| uDraw Tablet with Disney Princess and uDraw Studio  | 2011 | THQ                                  | Overige                  |
| UFC Personal Trainer: The Ultimate Fitness System   | 2011 | THQ                                  | Sportspel                |
| Ultimate Band                                       | 2008 | Disney Interactive Studios           | Muziekspel               |
| The Ultimate Battle of the Sexes                    | 2010 | Mastertronic                         | Overige                  |
| Ultimate Board Game Collection                      | 2008 | Empire Interactive                   | Overige                  |
| Ultimate Duck Hunting                               | 2007 | Detn8                                | Sportspel                |
| Ultimate I Spy                                      | 2008 | Scholastic Majesco                   | Puzzelspel               |
| Ultimate Party Challenge                            | 2009 | Konami                               | Partyspel                |
| The Ultimate Red Ball Challenge                     | 2009 | Mindscape                            | Partyspel                |
| Ultimate Shooting Collection                        | 2008 | MileStone CyberFront UFO Interactive | Compilatiespel           |
| Uno                                                 | 2009 | Gameloft                             | Overige                  |
| Unou Kids: Okigaru Unou Training                    | 2009 | IE Institute                         | Overige                  |
| Up                                                  | 2009 | THQ                                  | Actiespel, avonturenspel |
| Urban Champion                                      | 2007 | Nintendo                             | Actiespel                |
| Urban Extreme: Street Rage (ook wel Popcorn Arcade) | 2008 | Popcorn Arcade                       | Simulatiespel            |
| Urbanix                                             | 2011 | Nordcurrent                          | Actiespel                |
| Uridium                                             | 2008 | Commodore Gaming                     | Actiespel                |
| U-Sing                                              | 2009 | Koch Media                           | Actiespel, muziekspel    |
| U-Sing 2                                            | 2010 | Mindscape                            | Actiespel, muziekspel    |
| U-Sing Girls Night                                  | 2010 | Mindscape                            | Actiespel, muziekspel    |
| U-Sing Johnny Hallyday                              | 2010 | Mindscape                            | Actiespel, muziekspel    |

## V
| Titel                                                                | Jaar | Uitgever                                | Genre                             |
| -------------------------------------------------------------------- | ---- | --------------------------------------- | --------------------------------- |
| Vacation Isle: Beach Party                                           | 2010 | Warner Bros. Interactive Entertainment  | Actiespel                         |
| Vacation Sports                                                      | 2009 | Ubisoft                                 | Sportspel                         |
| Valhalla Knights: Eldar Saga                                         | 2009 | Xseed Games Marvelous Rising Star Games | Actiespel RPG                     |
| Vampire Crystals                                                     | 2012 | Shanblue Interactive                    | Actiespel                         |
| Vegas Party                                                          | 2009 | Storm City Games                        | Simulatiespel                     |
| Veggy World                                                          | 2010 | Rhino Studios                           | Simulatiespel                     |
| Verschrikkelijke Ikke                                                | 2010 | D3Publisher                             | Actiespel Avonturenspel           |
| Vertigo                                                              | 2009 | Playlogic                               | Racespel                          |
| The Very Hungry Caterpillar's ABCs                                   | 2009 | CYBIRD                                  | Educatief spel                    |
| Victorious Boxers: Revolution (ook wel Victorious Boxers: Challenge) | 2007 | AQ Interactive Xseed Games Ubisoft      | Actiespel Sportspel Simulatiespel |
| Victorious: Taking the Lead                                          | 2012 | D3Publisher                             | Avonturenspel                     |
| Vigilante                                                            | 2007 | Hudson Entertainment                    | Actiespel                         |
| Violin Paradise                                                      | 2010 | Keystone Game Studio                    | Muziekspel                        |
| V.I.P. Casino Blackjack                                              | 2008 | High Voltage Software                   | Simulatiespel                     |
| Viral Survival                                                       | 2009 | Fun Unit NIS America                    | Actiespel                         |
| Virtua Tennis 2009                                                   | 2009 | Sega                                    | Sportspel                         |
| Virtua Tennis 4                                                      | 2011 | Sega                                    | Sportspel                         |
| The Voice of Germany                                                 | 2012 | bitComposer Games                       | Muziekspel                        |
| The Voice of Germany Vol. 2                                          | 2013 | bitComposer Games                       | Sportspel                         |
| Voodoo Dice                                                          | 2010 | Ubisoft                                 | Puzzelspel                        |

## W
| Titel                                                       | Jaar      | Uitgever                 | Genre         |
| ----------------------------------------------------------- | --------- | ------------------------ | ------------- |
| Wacky Races: Crash & Dash                                   | 2008      | Eidos Interactive        |               |
| Wacky World of Sports                                       | 2009      | Sega                     |               |
| Wai Wai Bingo Deluxe                                        |           |                          |               |
| The Wai Wai Combat                                          |           |                          |               |
| Walk It Out!                                                | 2010      | Konami                   |               |
| WALL-E                                                      | 2008      | THQ                      |               |
| Wanko to Mahou no Boushi                                    |           |                          |               |
| Wario Land: The Shake Dimension                             | 2008      | Nintendo                 | Actiespel     |
| WarioWare: Do It Yourself Showcase                          |           |                          |               |
| WarioWare: Smooth Moves                                     | 2006      | Nintendo                 | Partyspel     |
| WarMen Tactics                                              |           |                          |               |
| Water Sports                                                | 2009      | GameMill                 |               |
| Water Warfare                                               |           |                          |               |
| Weekend Miljonairs (Wii)                                    |           |                          |               |
| We Cheer                                                    | 2008      | Namco Bandai             |               |
| We Cheer 2                                                  | 2009      | Namco Bandai             |               |
| We Cheer: Dancing Spirits!                                  |           |                          |               |
| We Dance                                                    | 2009      | Nordic Games             |               |
| We Dare                                                     | 2011      | Ubisoft                  | Partyspel     |
| We Love Golf!                                               | 2007      | Capcom                   | Sportspel     |
| We Rock: Drum King                                          |           |                          |               |
| We Sing                                                     | 2009      | Nordic Games             | Muziekspel    |
| We Sing: 80s                                                | 2012      | Nordic Games             | Muziekspel    |
| We Sing: Deutsche Hits                                      | 2011      | Nordic Games             | Muziekspel    |
| We Sing: Deutsche Hits 2                                    | 2012      | Nordic Games             | Muziekspel    |
| We Sing: Down Under                                         | 2011      | Nordic Games             | Muziekspel    |
| We Sing: Vol. 2                                             | 2010      | Nordic Games             | Muziekspel    |
| We Sing: Pop!                                               | 2009      | Nordic Games             | Muziekspel    |
| We Sing: Robbie Williams                                    | 2010      | Nordic Games             | Muziekspel    |
| We Sing: Rock!                                              | 2011      | Nordic Games             | Muziekspel    |
| We Sing: UK Hits                                            | 2011      | Nordic Games             | Muziekspel    |
| We Ski                                                      | 2008      | Namco Bandai             | Sportspel     |
| We Ski & Snowboard                                          | 2008      | Namco Bandai             | Sportspel     |
| We Wish You A Merry Christmas                               | 2009      |                          |               |
| Western Heroes                                              |           |                          |               |
| Wheel of Fortune                                            | 2010      | THQ                      | Puzzelspel    |
| Wheelspin                                                   |           |                          |               |
| Where the Wild Things Are                                   | 2009      | Warner Bros. Interactive |               |
| Where's Wally? Fantastic Journey 1                          |           |                          |               |
| Where's Wally? Fantastic Journey 2                          |           |                          |               |
| Where's Wally? Fantastic Journey 3                          |           |                          |               |
| Who Wants to Be a Millionaire: 1st Edition                  | 2007      | Ubisoft                  |               |
| Who Wants to Be a Millionaire: 2nd Edition                  | 2008      | Ubisoft                  |               |
| Wicked Monsters Blast!                                      | 2011      | Corecell                 |               |
| Wi-Fi 8-Nin Battle Bomberman                                |           |                          |               |
| Wi-Fi Taiou: Gensen Table Game Wii                          |           |                          |               |
| Wii Chess                                                   | 2008      | Nintendo                 |               |
| Wii de Ultra Hand                                           |           |                          |               |
| Wii de Yawaraka Atama Juku                                  |           |                          |               |
| Wii Fit                                                     | 2007      | Nintendo                 | Fitness       |
| Wii Fit Plus                                                | 2009      | Nintendo                 | Fitness       |
| Wii Music                                                   | 2008      | Nintendo                 | Muziekspel    |
| Wii Party                                                   | 2010      | Nintendo                 | Partyspel     |
| Wii Play                                                    | 2006      | Nintendo                 | Partyspel     |
| Wii Play Motion                                             | 2010      | Nintendo                 |               |
| Wii RemoCon Plus: Variety                                   |           |                          |               |
| Wii Sports                                                  | 2006      | Nintendo                 | Sportspel     |
| Wii Sports Resort                                           | 2009      | Nintendo                 | Sportspel     |
| Wild Earth: African Safari                                  | 2008      |                          |               |
| Wild Petz Tigerz                                            |           |                          |               |
| Wild West Guns                                              |           |                          |               |
| Wild West Shootout                                          | 2010      | Zoo Games                | Schietspel    |
| The Will of Dr. Frankenstein                                |           |                          |               |
| Williams Pinball Classics                                   |           |                          |               |
| Wing Island                                                 | 2006      | Hudson Soft              | Simulatiespel |
| Winning Eleven Playmaker 2008                               |           |                          |               |
| Winning Eleven Playmaker 2009                               |           |                          |               |
| Winning Eleven Playmaker 2010                               |           |                          |               |
| Winning Eleven Playmaker 2011                               |           |                          |               |
| Winning Eleven Playmaker 2012                               |           |                          |               |
| Winning Eleven Playmaker 2013                               |           |                          |               |
| Winning Post 7 Maximum 2008                                 |           |                          |               |
| Winning Post World                                          |           |                          |               |
| Winning Post World 2010                                     |           |                          |               |
| Winter Blast: 9 Snow & Ice Games                            |           |                          |               |
| Winter Sports 2008: The Ultimate Challenge                  |           |                          |               |
| Winter Sports 2009: The Next Challenge                      |           |                          |               |
| Winter Sports 2010: The Great Tournament                    |           |                          |               |
| Winter Sports 2011                                          |           |                          |               |
| Winter Sports 2012: Feel the Spirit                         |           |                          |               |
| Winter Stars                                                | 2011      | Deep Silver              |               |
| Wipeout 2                                                   | 2011      | Activision               |               |
| Wipeout 3                                                   | 2012      | Activision               |               |
| Wipeout: Create & Crash                                     |           |                          |               |
| Wipeout: The Game                                           |           |                          |               |
| The Wizard of Oz                                            |           |                          |               |
| Wizardology                                                 |           |                          |               |
| Wonder World Amusement Park                                 | 2008      | Majesco Entertainment    |               |
| Word Searcher                                               |           |                          |               |
| Word Searcher Deluxe                                        |           |                          |               |
| WordJong Party                                              | 2008      | Destineer                |               |
| World Championship Athletics                                | 2009      |                          |               |
| World Championship Poker: Featuring Howard Lederer "All In" |           |                          |               |
| World Championship Sports                                   |           |                          |               |
| World Game Tour                                             |           |                          |               |
| The World of Golden Eggs: Nori Nori Rhythm Kei              |           |                          |               |
| World of Goo                                                | 2008      | 2D Boy, Microsoft        | Puzzelspel    |
| World of Zoo                                                | 2009      | THQ                      |               |
| World Party Games                                           | 2010      | DreamCatcher Games       |               |
| World Series of Poker: Tournament of Champions              | 2006      | Activision               |               |
| World Soccer Winning Eleven 2011                            |           |                          |               |
| World Sports Party                                          | 2008      | Ubisoft                  |               |
| Worms: A Space Oddity                                       | 2008      | THQ                      |               |
| Worms: Battle Islands                                       | 2010      | THQ                      |               |
| Wreck-It Ralph                                              | 2012      | Activision               | Platformspel  |
| WSC REAL 08: World Snooker Championship                     |           |                          |               |
| WSC Real 09: World Championship Snooker                     |           |                          |               |
| WWE '12                                                     | 2011      | THQ                      | Sportspel     |
| WWE '13                                                     | 2012      | THQ                      | Sportspel     |
| WWE All Stars                                               | 2011      | THQ                      | Sportspel     |
| WWE SmackDown vs. Raw 2008                                  | 2007      | THQ                      | Actiespel     |
| WWE SmackDown vs. Raw 2009                                  | 2008      | THQ                      | Actiespel     |
| WWE SmackDown vs. Raw 2010                                  | 2009      | THQ                      | Actiespel     |
| WWE SmackDown vs. Raw 2011                                  | 2010      | THQ                      | Actiespel     |
| WWII Aces                                                   | Destineer | Destineer                |               |

## X
| Titel                    | Jaar | Uitgever      | Genre         |
| ------------------------ | ---- | ------------- | ------------- |
| The X-Factor             | 2010 | Deep Silver   | Simulatiespel |
| X-Men: Destiny           | 2009 | Activision    | Actiespel     |
| X-Men Origins: Wolverine | 2011 | Activision    | Actiespel     |
| Xenoblade                | 2010 | Nintendo      | RPG           |
| Xenoblade Chronicles     | 2010 | Nintendo      | Actiespel RPG |
| Xmas Puzzle              | 2011 | EnjoyUp Games | Puzzelspel    |

## Y
| Titel                                                      | Jaar | Uitgever                                                     | Genre                  |
| ---------------------------------------------------------- | ---- | ------------------------------------------------------------ | ---------------------- |
| Yakuman Wii: Ide Yosuke no Kenkou Mahjong                  | 2008 | Nintendo                                                     | Strategiespel          |
| Yamaha Supercross                                          | 2008 | DSI Games Zoo Digital Publishing Funbox Media                | Racespel               |
| Yard Sale Hidden Treasures: Sunnyville                     | 2010 | Konami                                                       | Puzzelspel             |
| Yatterman Wii: Bikkuridokkiri Machine de Mou Race da Koron | 2008 | Takara Tomy                                                  | Racespel               |
| Yoga                                                       | 2009 | JoWooD Entertainment AG Dreamcatcher JoWooD Entertainment AG | Simulatiespel          |
| Yogi Bear: The Video Game                                  | 2010 | D3Publisher                                                  | Actiespel Platformspel |
| Yomi Kikase Asobi Wii                                      | 2008 | Perpetuum                                                    | Overige                |
| You Don't Know Jack                                        | 2011 | THQ                                                          | Simulatiespel          |
| You, Me, and the Cubes                                     | 2009 | Nintendo                                                     | Actiespel Puzzelspel   |
| Young Justice: Legacy                                      | 2013 | Little Orbit                                                 | Actiespel              |
| Your Shape (ook wel Your Shape Featuring Jenny McCarthy)   | 2009 | Ubisoft                                                      | Simulatiespel          |
| Yu-Gi-Oh! 5D's Wheelie Breakers                            | 2009 | Konami                                                       | Strategiespel          |
| Yu-Gi-Oh! 5D's: Duel Transer                               | 2010 | Konami                                                       | Strategiespel          |
| Yu-Gi-Oh! 5D's: Master of the Cards                        | 2010 | Konami                                                       | Strategiespel          |
| Yu-Gi-Oh! 5D's: Wheelie Breakers                           | 2009 | Konami                                                       | Strategiespel          |
| Yummy Yummy Cooking Jam                                    | 2008 | Virtual Toys                                                 | Simulatiespel          |

## Z
| Titel                                                                                    | Jaar | Uitgever                      | Genre                              |
| ---------------------------------------------------------------------------------------- | ---- | ----------------------------- | ---------------------------------- |
| Zack & Wiki ~Barbaros Bomul~                                                             | 2011 | Capcom Nintendo               | Actiespel                          |
| Zack & Wiki: Quest for Barbaros' Treasure                                                | 2007 | Capcom CE Europe              | Avonturenspel                      |
| Zaidan Houjin Nippon Kanji Nouryoku Kentei Kyoukai Kounin: Kanken Wii Kanji Ou Ketteisen | 2007 | Rocket Company                | Educatief spel                     |
| Zangeki no Reginleiv                                                                     | 2010 | Nintendo                      | Educatief spel                     |
| Zanac A.I.                                                                               | 2007 | D4 Enterprise Pony Canyon     | Actiespel                          |
| Zelda II: The Adventure of Link                                                          | 2007 | Nintendo                      | Actiespel RPG                      |
| Zenkoku Dekotora Matsuri                                                                 | 2008 | Jaleco Entertainment          | Racespel                           |
| Zero: Tsukihami no Kamen                                                                 | 2008 | Nintendo                      | Actiespel                          |
| Zhu Zhu Pets: Featuring the Wild Bunch                                                   | 2010 | Activision                    | Actiespel                          |
| Zoda's Revenge: Star Tropics II                                                          | 2008 | Nintendo                      | Actiespel                          |
| Zoids: Mokushiroku                                                                       | 2009 | TAKARATOMY                    | Actiespel Strategiespel            |
| Zombie Panic in Wonderland                                                               | 2010 | Akaoni Studio Marvelous       | Actiespel                          |
| Zombii Attack Home                                                                       | 2012 | Gamers Digital                | Actiespel Avonturenspel Horrorspel |
| Zoo Disc Golf                                                                            | 2010 | Sonalysts                     | Sportspel                          |
| Zoo Hospital                                                                             | 2008 | Majesco Entertainment Company | Educatief spel Simulatiespel       |
| Zumba Fitness                                                                            | 2011 | Majesco Entertainment Company | Simulatiespel                      |
| Zumba Fitness 2                                                                          | 2011 | Majesco Games 505 Games       | Simulatiespel                      |
| Zumba Fitness Core                                                                       | 2012 | Majesco Games 505 Games       | Simulatiespel                      |
| Zumba Fitness World Party                                                                | 2013 | Majesco Games 505 Games       | Simulatiespel                      |
| Zumba Fitness: Join the Party                                                            | 2010 | Majesco Games 505 Games       | Simulatiespel                      |
| Zumba Kids                                                                               | 2013 | Majesco Games 505 Games       | Simulatiespel                      |